# Specie di Salticidae (K-M)
Di seguito sono descritte tutte le specie della famiglia di ragni Salticidae il cui nome scientifico è compreso fra la lettera K e la lettera M, note al 13 luglio 2008.

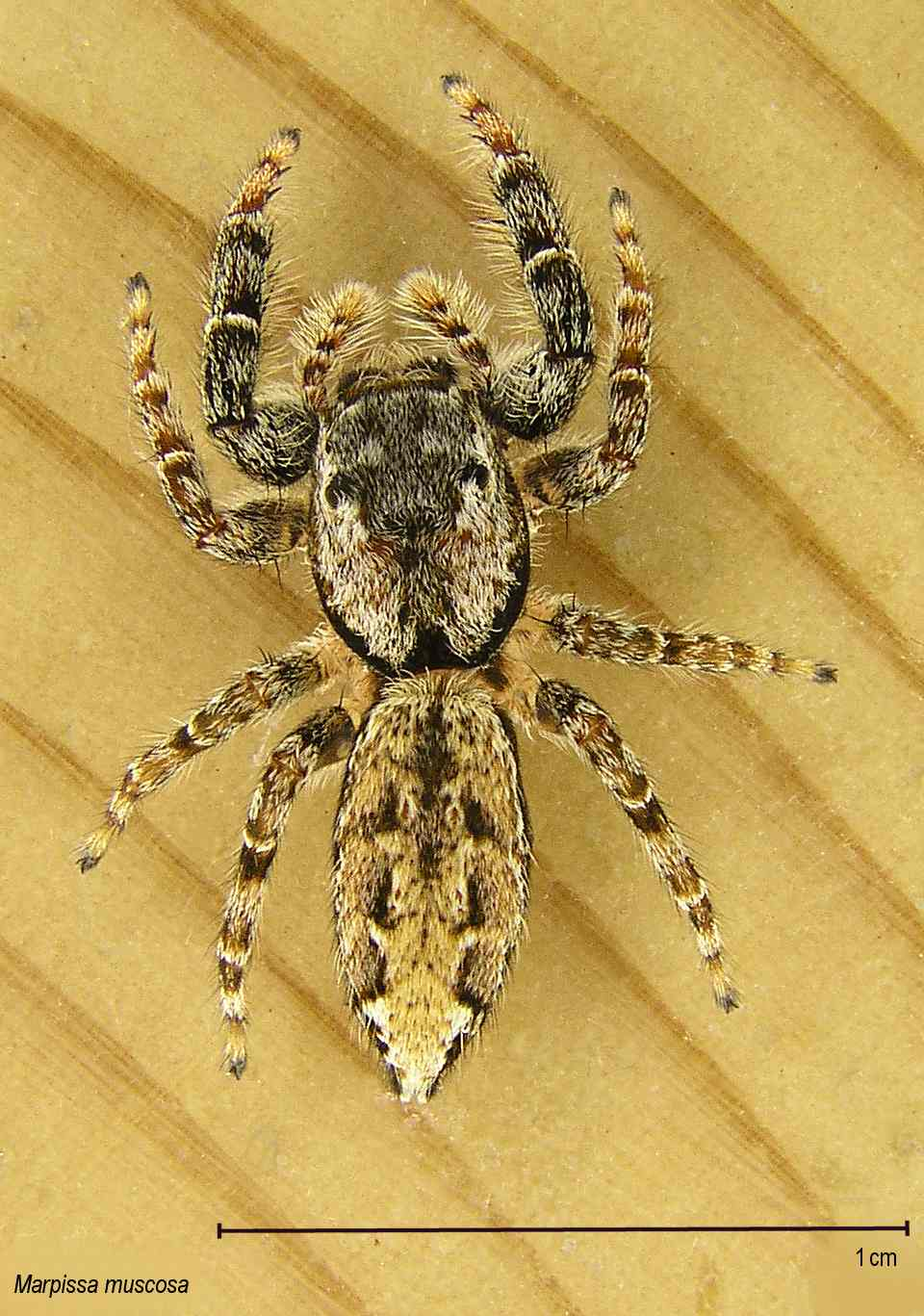
Marpissa muscosa

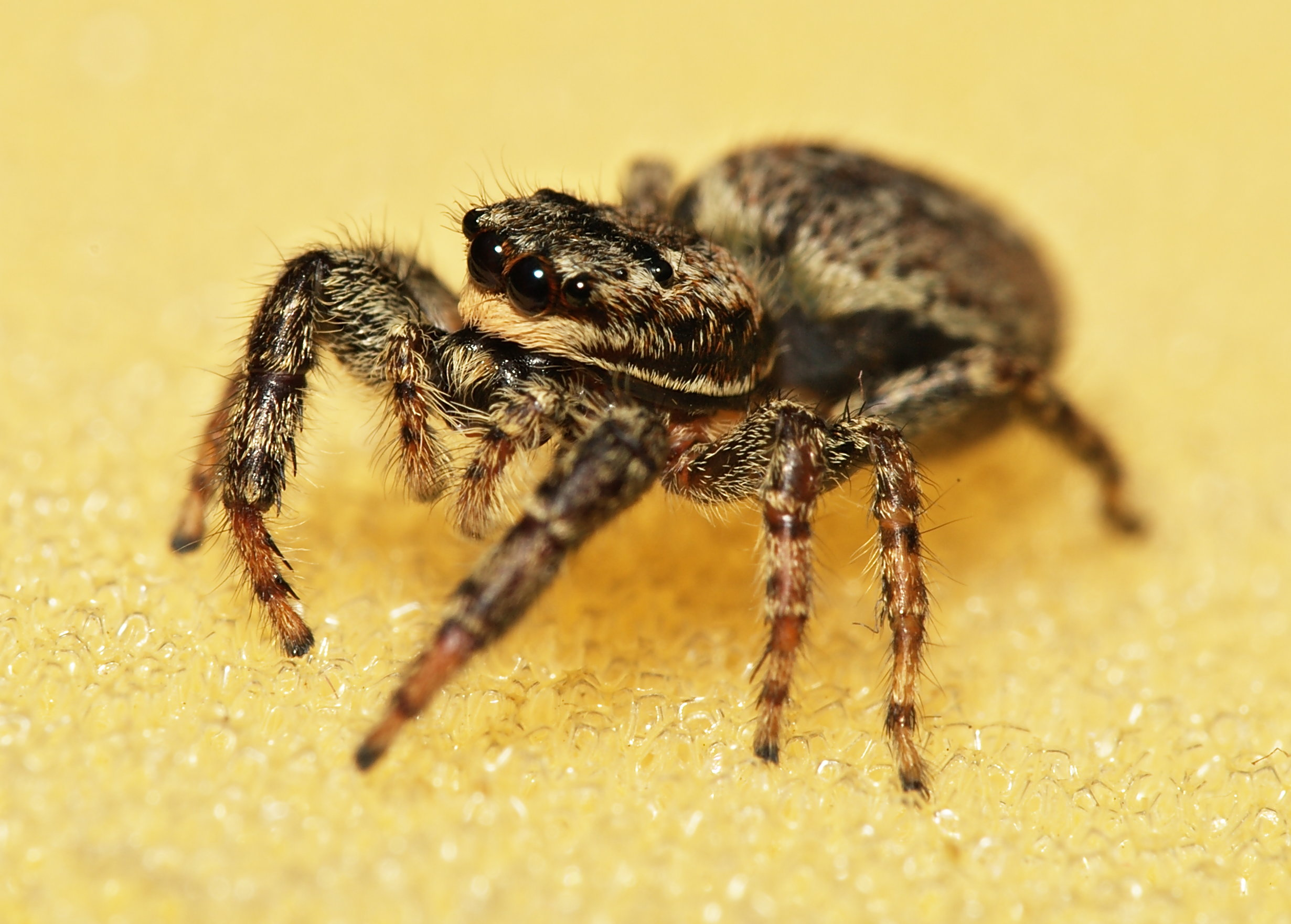
Marpissa muscosa, femmina

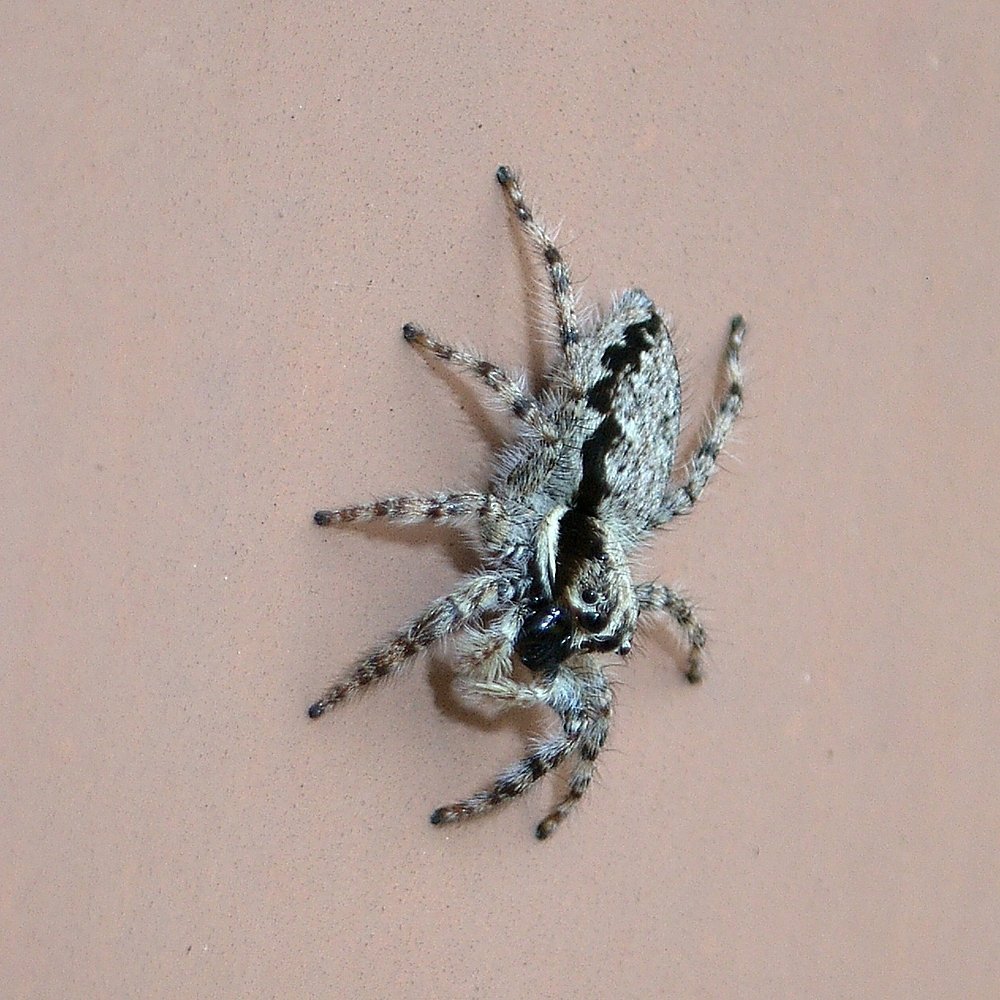
Menemerus fulvus, femmina

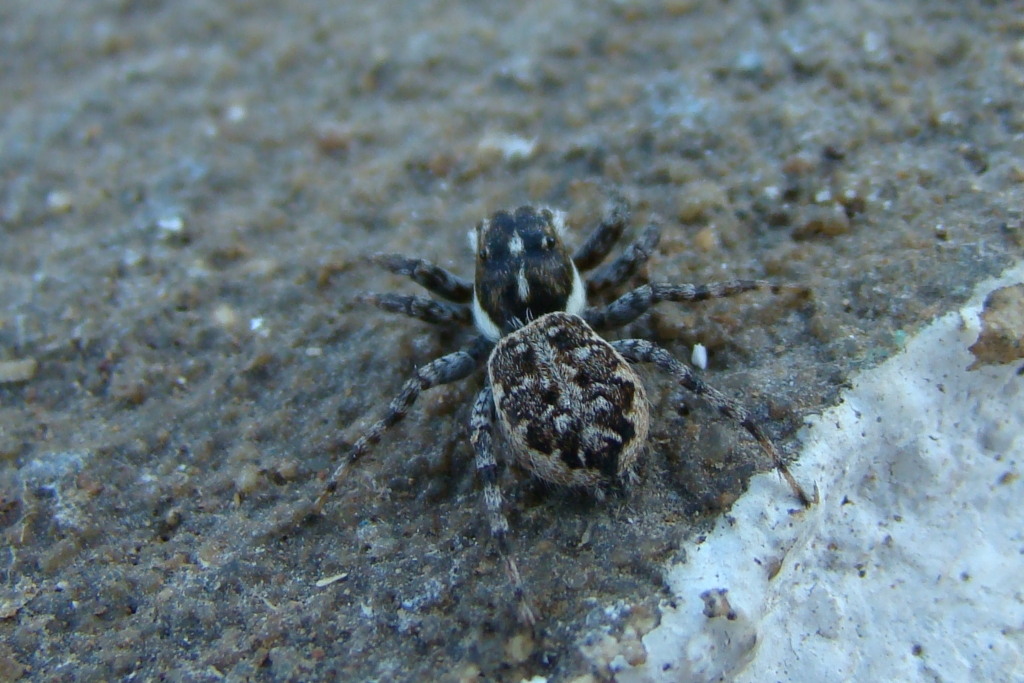
Menemerus semilimbatus

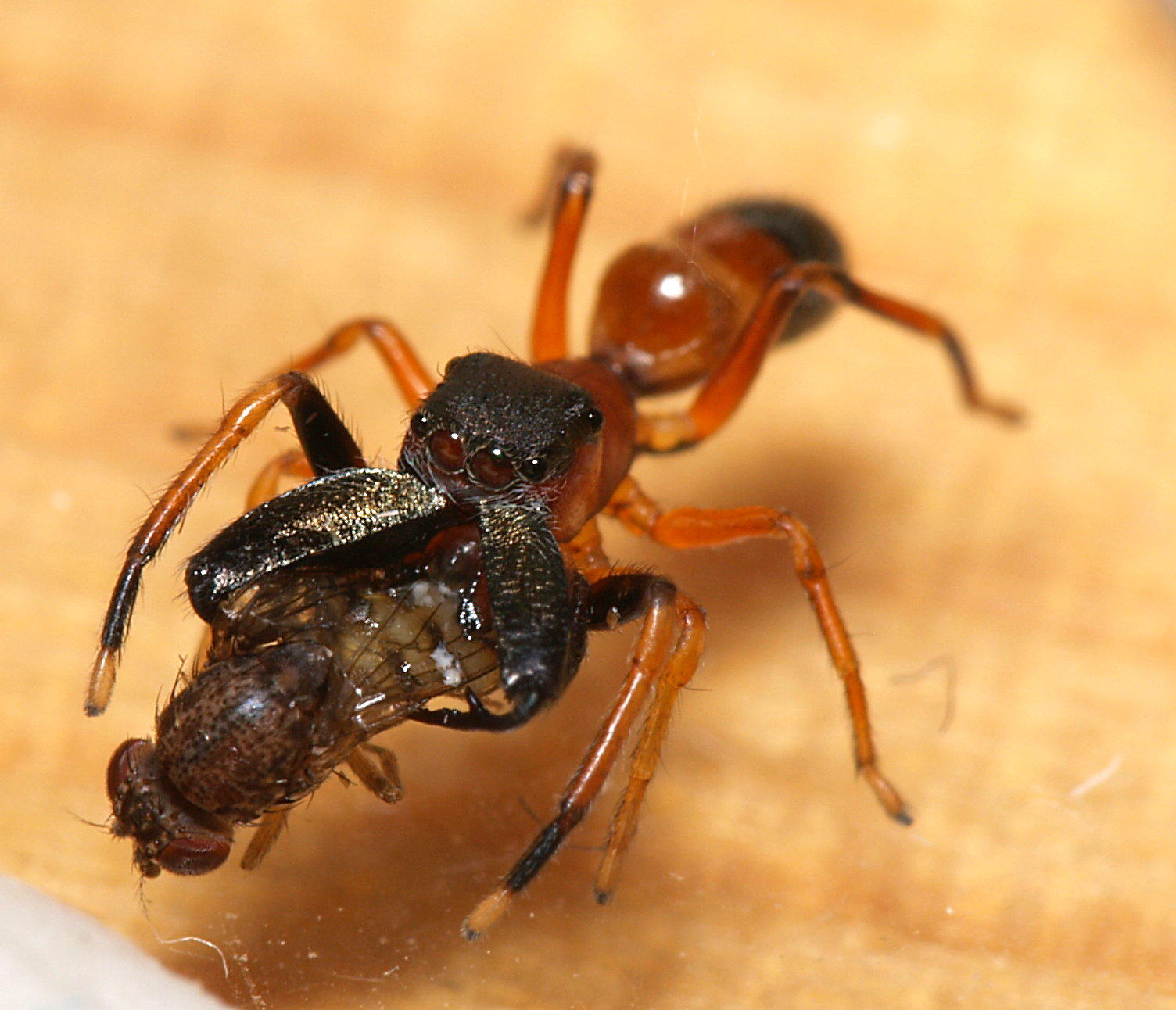
Myrmarachne formicaria, maschio

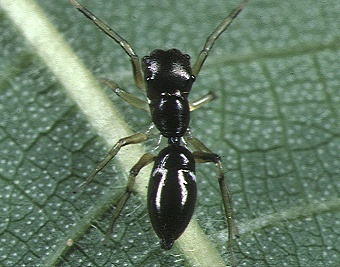
Myrmarachne japonica, femmina

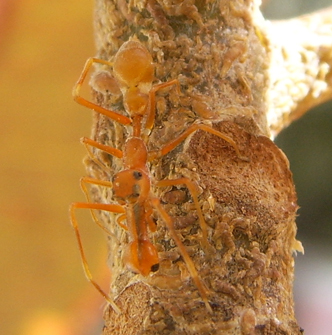
Myrmarachne plataleoides, maschio

## Kalcerrytus
Kalcerrytus Galiano, 2000
- Kalcerrytus amapari Galiano, 2000 — Brasile
- Kalcerrytus carvalhoi (Bauab & Soares, 1978) — Brasile
- Kalcerrytus chimore Galiano, 2000 — Bolivia
- Kalcerrytus edwardsi Ruiz & Brescovit, 2003 — Brasile
- Kalcerrytus excultus (Simon, 1902) — Brasile
- Kalcerrytus falcatus Ruiz & Brescovit, 2003 — Brasile
- Kalcerrytus kikkri Galiano, 2000 — Guiana francese
- Kalcerrytus leucodon (Taczanowski, 1878) — Ecuador
- Kalcerrytus limoncocha Galiano, 2000 — Ecuador
- Kalcerrytus mberuguarus Ruiz & Brescovit, 2003 — Brasile
- Kalcerrytus merretti Galiano, 2000[1] — Brasile
- Kalcerrytus nauticus Galiano, 2000 — Brasile
- Kalcerrytus odontophorus Ruiz & Brescovit, 2003 — Brasile
- Kalcerrytus rosamariae Ruiz & Brescovit, 2003 — Brasile
- Kalcerrytus salsicha Ruiz & Brescovit, 2003 — Brasile

## Katya
Katya Prószynski & Deeleman-Reinhold, 2010
- Katya florescens Prószynski & Deeleman-Reinhold, 2010[1] — isola di Flores (Indonesia)
- Katya ijensis Prószynski & Deeleman-Reinhold, 2010 — Giava
- Katya inornata Prószynski & Deeleman-Reinhold, 2010 — Giava

## Kima
Kima Peckham & Peckham, 1902
- Kima africana Peckham & Peckham, 1902[1] — Sudafrica
- Kima atra Wesolowska & Russell-Smith, 2000 — Tanzania
- Kima montana Wesolowska & Szeremeta, 2001 — Kenya
- Kima reimoseri (Lessert, 1927) — Congo
- Kima variabilis Peckham & Peckham, 1903 — Sudafrica

## Klamathia
Klamathia Peckham & Peckham, 1903
- Klamathia flava Peckham & Peckham, 1903[1] — Sudafrica

## Kupiuka
Kupiuka Ruiz, 2010
- Kupiuka adisi Ruiz, 2010 - Brasile
- Kupiuka extratheca Ruiz, 2010[1] - Brasile
- Kupiuka heteropicta Ruiz, 2010 - Brasile
- Kupiuka murici Ruiz, 2010 - Brasile
- Kupiuka overalli Ruiz, 2010 - Brasile
- Kupiuka paulista Ruiz, 2010 - Brasile
- Kupiuka taruman Ruiz, 2010 - Brasile
- Kupiuka vochysiae Ruiz, 2010 - Brasile

## Lagnus
Lagnus L. Koch, 1879
- Lagnus longimanus L. Koch, 1879[1] — Isole Figi
- Lagnus monteithorum Patoleta, 2008 — Isole Figi

## Lakarobius
Lakarobius Berry, Beatty & Prószynski, 1998
- Lakarobius alboniger Berry, Beatty & Prószynski, 1998[1] — Isole Figi

## Lamottella
Lamottella Rollard & Wesolowska, 2002
- Lamottella longipes Rollard & Wesolowska, 2002[1] — Guinea

## Langelurillus
Langelurillus Próchniewicz, 1994
- Langelurillus alboguttatus Wesolowska & Russell-Smith, 2000 — Tanzania
- Langelurillus difficilis Wesolowska & Russell-Smith, 2000 — Tanzania
- Langelurillus furcatus Wesolowska & Russell-Smith, 2000 — Tanzania
- Langelurillus holmi Próchniewicz, 1994 — Kenya
- Langelurillus horrifer Rollard & Wesolowska, 2002 — Guinea
- Langelurillus ignorabilis Wesolowska & Cumming, 2008 — Zimbabwe
- Langelurillus manifestus Wesolowska & Russell-Smith, 2000 — Tanzania
- Langelurillus nigritus (Berland & Millot, 1941) — Guinea, Costa d'Avorio
- Langelurillus orbicularis Wesolowska & Cumming, 2008 — Zimbabwe
- Langelurillus primus Próchniewicz, 1994[1] — Kenya
- Langelurillus spinosus Próchniewicz, 1994 — Kenya

## Langerra
Langerra Zabka, 1985
- Langerra longicymbia Song & Chai, 1991 — Cina
- Langerra oculina Zabka, 1985[1] — Cina, Vietnam

## Langona
Langona Simon, 1901
- Langona alfensis Heciak & Prószynski, 1983 — Sudan, Etiopia
- Langona aperta (Denis, 1958) — Afghanistan
- Langona atrata Peng & Li, 2008 — Cina
- Langona avara Peckham & Peckham, 1903 — Africa meridionale
- Langona bhutanica Prószynski, 1978 — Bhutan, Cina
- Langona biangula Peng, Li & Yang, 2004 — Cina
- Langona bisecta Lawrence, 1927 — Namibia
- Langona bitumorata Próchniewicz & Heciak, 1994 — Tanzania
- Langona bristowei Berland & Millot, 1941 — Africa occidentale e centrale
- Langona goaensis Prószynski, 1992 — India
- Langona hongkong Song et al., 1997 — Hong Kong
- Langona improcera Wesolowska & Russell-Smith, 2000 — Tanzania
- Langona kurracheensis Heciak & Prószynski, 1983 — India
- Langona maculata Peng, Li & Yang, 2004 — Cina
- Langona magna Caporiacco, 1947 — Africa orientale
- Langona maindroni (Simon, 1886) — Senegal
- Langona mallezi (Denis, 1947) — Egitto
- Langona manicata Simon, 1901 — Sudafrica
- Langona mediocris Wesolowska, 2000 — Zimbabwe
- Langona minima Caporiacco, 1949 — Kenya
- Langona oreni Prószynski, 2000 — Israele
- Langona pallida Prószynski, 1993 — Arabia Saudita, Afghanistan
- Langona pallidula Logunov & Rakov, 1998 — Turkmenistan
- Langona pecten Próchniewicz & Heciak, 1994 — Kenya, Tanzania
- Langona pilosa Wesolowska, 2006 — Namibia
- Langona redii (Audouin, 1826) — Egitto, Israele, Siria, Yemen
- Langona rufa Lessert, 1925 — Etiopia, Africa orientale
- Langona senegalensis Berland & Millot, 1941 — Senegal
- Langona simoni Heciak & Prószynski, 1983 — India
- Langona tartarica (Charitonov, 1946) — Yemen, Asia centrale, Cina
- Langona tigrina (Simon, 1885) — India
- Langona trifoveolata (Lessert, 1927) — Congo
- Langona ukualuthensis Lawrence, 1927 — Namibia
- Langona vitiosa Wesolowska, 2006 — Namibia
- Langona warchalowskii Wesolowska, 2007 — Sudafrica

## Lapsias
Lapsias Simon, 1900
- Lapsias ciliatus Simon, 1900 — Venezuela
- Lapsias cyrboides Simon, 1900 — Venezuela
- Lapsias estebanensis Simon, 1900[1] — Venezuela
- Lapsias tovarensis Simon, 1901 — Venezuela

### Specie trasferite
- Lapsias guianensis Caporiacco, 1947[2]

### Nomen dubium
- Lapsias melanopygus Caporiacco, 1947[3]

## Laufeia
Laufeia Simon, 1889
- Laufeia aenea Simon, 1889[1]  — Cina, Corea, Giappone
- Laufeia aerihirta (Urquhart, 1888) — Nuova Zelanda
- Laufeia eucola (Thorell, 1890) — Sumatra
- Laufeia keyserlingi (Thorell, 1890) — Sumatra, Giava
- Laufeia liujiapingensis Yang & Tang, 1997 — Cina
- Laufeia perakensis (Simon, 1901) — Malesia, Giava
- Laufeia proszynskii Song, Gu & Chen, 1988 — Cina
- Laufeia sasakii Ikeda, 1998 — Giappone
- Laufeia scutigera Zabka, 1985 — Vietnam
- Laufeia sicus Wu & Yang, 2008 — Cina

## Lauharulla
Lauharulla Keyserling, 1883
- Lauharulla insulana Simon, 1901 — Tahiti
- Lauharulla pretiosa Keyserling, 1883[1] — Nuovo Galles del Sud

## Lechia
Lechia Zabka, 1985
- Lechia squamata Zabka, 1985[1] — Cina, Vietnam

## Leikung
Leikung Benjamin, 2004
- Leikung kinabaluensis Benjamin, 2004 — Malesia, Borneo
- Leikung porosa (Wanless, 1978)[1] — Malesia, Sumatra

## Lepidemathis
Lepidemathis Simon, 1903
- Lepidemathis haemorrhoidalis (Simon, 1899) — Filippine
- Lepidemathis sericea (Simon, 1899)[1] — Filippine
- Lepidemathis unicolor (Karsch, 1880)[4] — Filippine

## Leptathamas
Leptathamas Balogh, 1980
- Leptathamas paradoxus Balogh, 1980[1]  — Nuova Guinea

## Leptorchestes
Leptorchestes Thorell, 1870
- Leptorchestes algerinus Wesolowska & Szeremeta, 2001 — Algeria
- Leptorchestes berolinensis (C. L. Koch, 1846)[1] — dall'Europa al Turkmenistan
- Leptorchestes mutilloides (Lucas, 1846) — Europa meridionale, Algeria
- Leptorchestes peresi (Simon, 1868) — Mediterraneo
- Leptorchestes separatus Wesolowska & Szeremeta, 2001 — Namibia
- Leptorchestes sikorskii Prószynski, 2000 — Libano, Israele

## Letoia
Letoia Simon, 1900
- Letoia ephippiata Simon, 1900[1]  — Venezuela

## Ligdus
Ligdus Thorell, 1895
- Ligdus chelifer Thorell, 1895[1] — Birmania

## Ligonipes
Ligonipes Karsch, 1878
- Ligonipes flavipes Rainbow, 1920 — Isole Norfolk
- Ligonipes illustris Karsch, 1878[1] — Queensland
- Ligonipes lacertosus (Thorell, 1881) — Queensland
- Ligonipes semitectus (Simon, 1900) — Queensland
- Ligonipes similis (Hasselt, 1882) — Sumatra
- Ligonipes synageloides (Szombathy, 1915) — Nuova Guinea

## Ligurra
Ligurra Simon, 1903
- Ligurra aheneola (Simon, 1885) — Malesia
- Ligurra latidens (Doleschall, 1859)[1] — dalla Malesia all'Indonesia
- Ligurra moniensis Prószynski & Deeleman-Reinhold, 2010 — isola di Flores (Indonesia)
- Ligurra opelli Berry, Beatty & Prószynski, 1997 — Isole Caroline

## Longarenus
Longarenus Simon, 1903
- Longarenus brachycephalus Simon, 1903[1] — Guinea Equatoriale

## Lophostica
Lophostica Simon, 1902
- Lophostica mauriciana Simon, 1902[1] — Mauritius, Isola Réunion
- Lophostica minor Ledoux, 2007 — Isola Réunion
- Lophostica nova Ledoux, 2007 — Isola Réunion

## Lurio
Lurio Simon, 1901
- Lurio conspicuus Mello-Leitão, 1930 — Brasile
- Lurio crassichelis Berland, 1913 — Ecuador
- Lurio lethierryi (Taczanowski, 1872) — Guiana francese
- Lurio solennis (C. L. Koch, 1846)[1] — Colombia, Venezuela, Guiana francese

## Lycidas
Lycidas Karsch, 1878
- Lycidas anomaliformis Zabka, 1987 — Queensland
- Lycidas anomalus Karsch, 1878[1] — Nuovo Galles del Sud
- Lycidas bitaeniatus (Keyserling, 1882) — Australia
- Lycidas chlorophthalmus (Simon, 1909) — Australia occidentale
- Lycidas chrysomelas (Simon, 1909) — dall'Australia occidentale al Nuovo Galles del Sud, Victoria (Australia)
- Lycidas dialeucus (L. Koch, 1881) — Queensland, Nuovo Galles del Sud
- Lycidas furvus Song & Chai, 1992 — Cina
- Lycidas griseus (Keyserling, 1882) — Queensland
- Lycidas heteropogon (Simon, 1909) — Australia occidentale
- Lycidas karschi Zabka, 1987 — Nuovo Galles del Sud
- Lycidas kochi Zabka, 1987 — Australia
- Lycidas michaelseni (Simon, 1909) — Australia occidentale
- Lycidas nigriceps (Keyserling, 1882) — Queensland
- Lycidas nigromaculatus (Keyserling, 1883) — Queensland
- Lycidas obscurior (Simon, 1909) — Australia occidentale
- Lycidas piliger (Keyserling, 1882) — Queensland
- Lycidas pilosus (Keyserling, 1882) — Queensland
- Lycidas scutulatus (L. Koch, 1881) — Australia
- Lycidas speculifer (Simon, 1909) — Australia occidentale
- Lycidas vittatus (Keyserling, 1881) — Queensland

## Lyssomanes
Lyssomanes Hentz, 1845

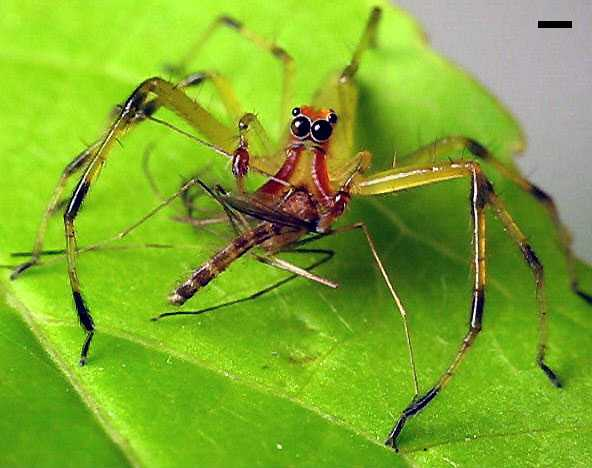
Lyssomanes viridis, maschio mentre preda un nematocero

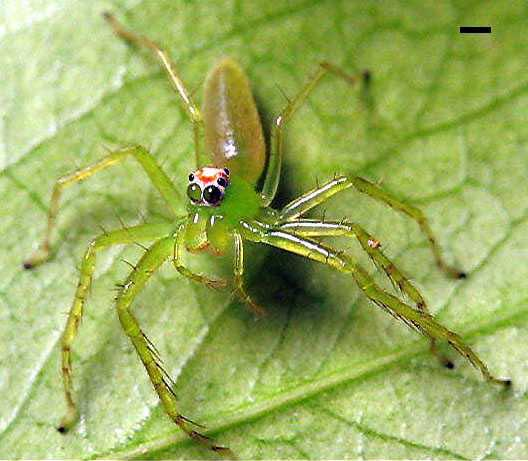
Lyssomanes viridis, femmina

1. Lyssomanes adisi Logunov, 2002 — Brasile
2. Lyssomanes amazonicus Peckham & Wheeler, 1889 — Bolivia, Brasile, Guyana, Ecuador
3. Lyssomanes anchicaya Galiano, 1984 — Colombia
4. Lyssomanes antillanus Peckham & Wheeler, 1889 — Cuba, Giamaica, Hispaniola
  - Lyssomanes antillanus fasciatus Franganillo, 1935 — Cuba
5. Lyssomanes austerus Peckham & Wheeler, 1889 — Brasile, Argentina
6. Lyssomanes belgranoi Galiano, 1984 — Argentina
7. Lyssomanes benderi Logunov, 2002 — Brasile, Ecuador
8. Lyssomanes bitaeniatus Peckham & Wheeler, 1889 — da El Salvador al Venezuela
9. Lyssomanes blandus Peckham & Wheeler, 1889 — Guatemala
10. Lyssomanes boraceia Galiano, 1984 — Brasile
11. Lyssomanes bryantae Chickering, 1946 — Panama
12. Lyssomanes burrera Jiménez & Tejas, 1993 — Messico
13. Lyssomanes camacanensis Galiano, 1980 — Brasile
14. Lyssomanes ceplaci Galiano, 1980 — Brasile
15. Lyssomanes consimilis Banks, 1929 — Panama
16. Lyssomanes convexus Banks, 1909 — Costa Rica
17. Lyssomanes deinognathus F. O. P.-Cambridge, 1900 — dal Messico all'Honduras
18. Lyssomanes devotoi Mello-Leitão, 1917 — Brasile
19. Lyssomanes dissimilis Banks, 1929 — Panama
20. Lyssomanes diversus Galiano, 1980 — Messico
21. Lyssomanes eatoni Chickering, 1946 — Panama
22. Lyssomanes ecuadoricus Logunov & Marusik, 2003 — Ecuador
23. Lyssomanes elegans F. O. P.-Cambridge, 1900 — dal Messico al Brasile
24. Lyssomanes elongatus Galiano, 1980 — Brasile
25. Lyssomanes euriensis Logunov, 2000 — Perù
26. Lyssomanes flagellum Kraus, 1955 — El Salvador
27. Lyssomanes fossor Galiano, 1996 — Brasile
28. Lyssomanes hieroglyphicus Mello-Leitão, 1944 — Argentina
29. Lyssomanes ipanemae Galiano, 1980 — Brasile
30. Lyssomanes janauari Logunov & Marusik, 2003 — Brasile
31. Lyssomanes jemineus Peckham & Wheeler, 1889 — dal Messico alla Colombia
32. Lyssomanes jucari Galiano, 1984 — Brasile
33. Lyssomanes lancetillae Galiano, 1980 — Honduras
34. Lyssomanes lehtineni Logunov, 2000 — Perù
35. Lyssomanes leucomelas Mello-Leitão, 1917 — Brasile, Argentina
36. Lyssomanes limpidus Galiano, 1980 — Colombia
37. Lyssomanes longipes (Taczanowski, 1871) — Brasile, Guiana francese
38. Lyssomanes malinche Galiano, 1980 — Messico
39. Lyssomanes mandibulatus F. O. P.-Cambridge, 1900 — dal Messico a Panama
40. Lyssomanes michae Brignoli, 1984 — Indie Occidentali
41. Lyssomanes miniaceus Peckham & Wheeler, 1889 — Brasile, Argentina
42. Lyssomanes minor Schenkel, 1953 — Venezuela
43. Lyssomanes nigrofimbriatus Mello-Leitão, 1941 — Brasile, Argentina
44. Lyssomanes nigropictus Peckham & Wheeler, 1889 — Brasile, Guyana, Ecuador
45. Lyssomanes onkonensis Logunov & Marusik, 2003 — Ecuador
46. Lyssomanes parallelus Peckham & Wheeler, 1889 — Brasile
47. Lyssomanes paravelox Logunov, 2002 — Brasile
48. Lyssomanes parki Chickering, 1946 — Panama
49. Lyssomanes patens Peckham & Peckham, 1896 — dall'Honduras a Panama
50. Lyssomanes pauper Mello-Leitão, 1945 — Brasile, Argentina
51. Lyssomanes penicillatus Mello-Leitão, 1927 — Brasile, Argentina
52. Lyssomanes peruensis Logunov, 2000 — Perù
53. Lyssomanes pescadero Jiménez & Tejas, 1993 — Messico
54. Lyssomanes pichilingue Galiano, 1984 — Ecuador
55. Lyssomanes placidus Peckham & Wheeler, 1889 — Messico
56. Lyssomanes portoricensis Petrunkevitch, 1930 — da Porto Rico a Martinica
57. Lyssomanes protarsalis F. O. P.-Cambridge, 1900 — Guatemala
58. Lyssomanes quadrinotatus Simon, 1900 — Venezuela
59. Lyssomanes reductus Peckham & Peckham, 1896 — dal Guatemala a Panama
60. Lyssomanes remotus Peckham & Peckham, 1896 — da Panama al Brasile
61. Lyssomanes robustus (Taczanowski, 1878) — Perù, Brasile
62. Lyssomanes romani Logunov, 2000 — Brasile, Ecuador
63. Lyssomanes santarem Galiano, 1984 — Brasile
64. Lyssomanes spiralis F. O. P.-Cambridge, 1900 — Guatemala, Nicaragua
65. Lyssomanes sylvicola Galiano, 1980 — Brasile
66. Lyssomanes taczanowskii Galiano, 1980 — da Trinidad al Perù, Ecuador
67. Lyssomanes tapirapensis Galiano, 1996 — Brasile
68. Lyssomanes tapuiramae Galiano, 1980 — Brasile
69. Lyssomanes tarmae Galiano, 1980 — Perù
70. Lyssomanes temperatus Galiano, 1980 — Messico
71. Lyssomanes tenuis Peckham & Wheeler, 1889 — Brasile, Ecuador
72. Lyssomanes trifurcatus F. O. P.-Cambridge, 1900 — Panama
73. Lyssomanes trinidadus Logunov & Marusik, 2003 — Trinidad
74. Lyssomanes tristis Peckham & Wheeler, 1889 — Brasile, Argentina
75. Lyssomanes unicolor (Taczanowski, 1871) — dal Messico al Perù, Ecuador, Brasile
76. Lyssomanes velox Peckham & Wheeler, 1889 — Brasile, Ecuador
77. Lyssomanes vinocurae Galiano, 1996 — Brasile
78. Lyssomanes viridis (Walckenaer, 1837)[1] — USA
79. Lyssomanes waorani Logunov & Marusik, 2003 — Ecuador
80. Lyssomanes yacui Galiano, 1984 — Argentina, Paraguay, Brasile

## Lystrocteisa
Lystrocteisa Simon, 1884
- Lystrocteisa myrmex Simon, 1884[1] — Nuova Caledonia

## Mabellina
Mabellina Chickering, 1946
- Mabellina prescotti Chickering, 1946[1] — Panama

## Macaroeris
Macaroeris Wunderlich, 1992
- Macaroeris albosignata Schmidt & Krause, 1996 — Isole Canarie
- Macaroeris asiatica Logunov & Rakov, 1998 — Asia centrale
- Macaroeris cata (Blackwall, 1867) — Madeira, Romania
- Macaroeris desertensis Wunderlich, 1992 — Madeira
- Macaroeris diligens (Blackwall, 1867) — Madeira, Isole Canarie
- Macaroeris flavicomis (Simon, 1884) — Grecia
- Macaroeris litoralis Wunderlich, 1992 — Isole Canarie
- Macaroeris moebi (Bösenberg, 1895) — Isole Canarie, Isole Selvagens (Canarie), Madeira, Cina
- Macaroeris nidicolens (Walckenaer, 1802)[1] — dall'Europa all'Asia centrale

## Macopaeus
Macopaeus Simon, 1900
- Macopaeus spinosus Simon, 1900[1] — Madagascar

## Macutula
Macutula Ruiz, 2011
- Macutula aracoiaba Ruiz, 2010[1] - Brasile
- Macutula caruaru Ruiz, 2010 - Brasile
- Macutula santana Ruiz, 2010 - Brasile

## Madhyattus
Madhyattus Prószynski, 1992
- Madhyattus jabalpurensis Prószynski, 1992[1] — India

## Maenola
Maenola Simon, 1900
- Maenola braziliana Soares & Camargo, 1948 — Brasile
- Maenola lunata Mello-Leitão, 1940 — Guyana
- Maenola starkei Simon, 1900[1] — Venezuela

## Maeota
Maeota Simon, 1901
- Maeota dichrura Simon, 1901[1] — Brasile

## Maeotella
Maeotella Bryant, 1950
- Maeotella perplexa (Peckham & Peckham, 1901)[1] — Giamaica, Hispaniola

## Maevia
Maevia C. L. Koch, 1846

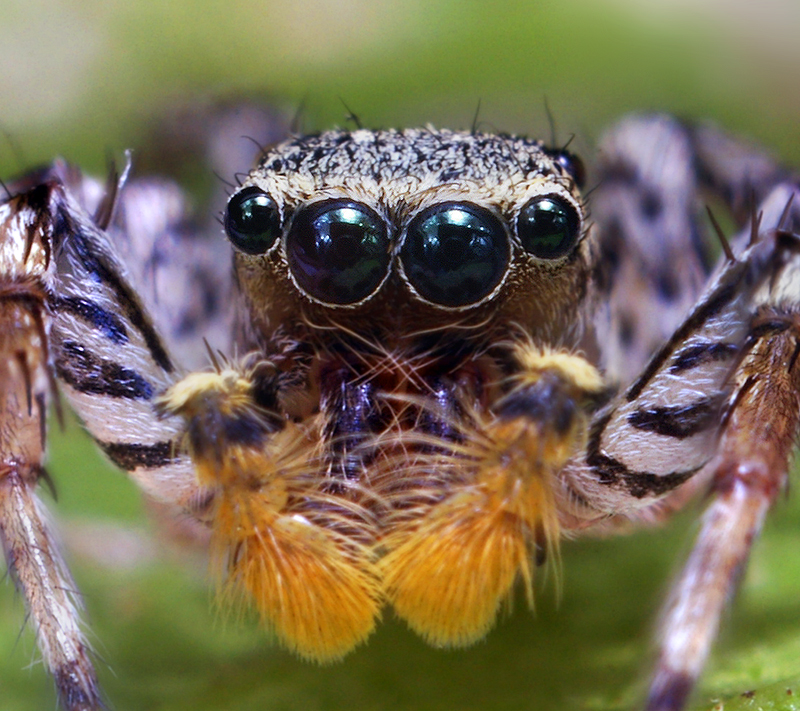
Maevia inclemens, maschio

- Maevia albozonata Hasselt, 1882 — Sumatra
- Maevia expansa Barnes, 1955 — USA
- Maevia gracilipes Taczanowski, 1878 — Perù
- Maevia hobbsae Barnes, 1955 — USA
- Maevia inclemens (Walckenaer, 1837)[1] — USA, Canada
- Maevia intermedia Barnes, 1955 — USA
- Maevia michelsoni Barnes, 1955 — USA
- Maevia poultoni Peckham & Peckham, 1901 — USA
- Maevia quadrilineata Hasselt, 1882 — Sumatra
- Maevia susiformis Taczanowski, 1878 — Perù
- Maevia trilineata Taczanowski, 1878 — Perù

## Mago
Mago O. P.-Cambridge, 1882
- Mago acutidens Simon, 1900 — Brasile, Guyana
- Mago chickeringi (Caporiacco, 1954)[5] — Guiana francese
- Mago dentichelis Crane, 1949 — Venezuela
- Mago fasciatus Mello-Leitão, 1940 — Guyana
- Mago fonsecai Soares & Camargo, 1948 — Brasile
- Mago intentus O. P.-Cambridge, 1882[1] — Brasile
- Mago longidens Simon, 1900 — Brasile
- Mago opiparis Simon, 1900 — Brasile
- Mago pauciaculeis (Caporiacco, 1947)[6] — Guyana
- Mago procax Simon, 1900 — Perù
- Mago saperda Simon, 1900 — Brasile
- Mago silvae Crane, 1943 — Guyana
- Mago steindachneri (Taczanowski, 1878) — Perù, Brasile
- Mago vicanus Simon, 1900 — Brasile

## Magyarus
Magyarus Zabka, 1985
- Magyarus typicus Zabka, 1985[1] — Vietnam

## Maileus
Maileus Peckham & Peckham, 1907
- Maileus fuscus Peckham & Peckham, 1907[1] — Borneo

## Malloneta
Malloneta Simon, 1902
- Malloneta guineensis Simon, 1902[1]  — Africa occidentale

## Maltecora
Maltecora Simon, 1910
- Maltecora chrysochlora Simon, 1910 — Príncipe (São Tomé)
- Maltecora divina Simon, 1910 — Príncipe (São Tomé)
- Maltecora janthina Simon, 1910[1] — São Tomé

## Mantisatta
Mantisatta Warburton, 1900
- Mantisatta longicauda Cutler & Wanless, 1973 — Filippine
- Mantisatta trucidans Warburton, 1900[1] — Borneo

## Mantius
Mantius Thorell, 1891

Mantius russatus, femmina, disegno del pattern oculare

- Mantius armipotens Peckham & Peckham, 1907 — Borneo
- Mantius difficilis Peckham & Peckham, 1907 — Borneo
- Mantius frontosus (Simon, 1899) — Giava
- Mantius ravidus (Simon, 1899) — Sumatra
- Mantius russatus Thorell, 1891[1] — Malaysia

## Maratus
Maratus Karsch, 1878
- Maratus amabilis Karsch, 1878[1] — Australia
- Maratus linnaei Waldock, 2008 — Australia occidentale
- Maratus mungaich Waldock, 1995 — Australia occidentale
- Maratus pavonis (Dunn, 1947) — Victoria (Australia)
- Maratus rainbowi (Roewer, 1951) — Nuovo Galles del Sud
- Maratus vespertilio (Simon, 1901) — Australia
- Maratus volans (O. P.-Cambridge, 1874) — Queensland, Nuovo Galles del Sud

## Marchena
Marchena Peckham & Peckham, 1909
- Marchena minuta (Peckham & Peckham, 1888)[1] — USA

## Marengo
Marengo Peckham & Peckham, 1892
- Marengo crassipes Peckham & Peckham, 1892[1]— Sri Lanka
- Marengo deelemanae Benjamin, 2004 — Thailandia
- Marengo inornata (Simon, 1900) — Sri Lanka
- Marengo nitida Simon, 1900 — Sri Lanka
- Marengo rattotensis Benjamin, 2006 — Sri Lanka
- Marengo striatipes Simon, 1900 — Sri Lanka

## Margaromma
Margaromma Keyserling, 1882

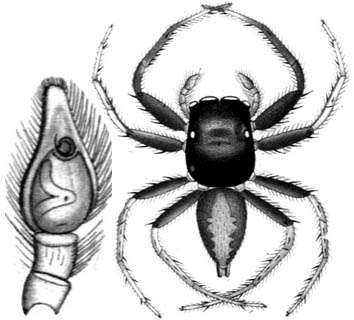
Margaromma semirasa, disegno anatomico di Keyserling

- Margaromma doreyanum (Walckenaer, 1837) — Nuova Guinea
- Margaromma funestum Keyserling, 1882[1] — Queensland, Nuovo Galles del Sud
- Margaromma imperiosum Szombathy, 1915 — Nuova Guinea
- Margaromma insultans (Thorell, 1881) — Nuova Guinea
- Margaromma namukana Roewer, 1944 — Isole Figi
- Margaromma nitidum Thorell, 1899 — Camerun
- Margaromma obscurum (Keyserling, 1882) — Queensland
- Margaromma semirasum (Keyserling, 1882) — Queensland
- Margaromma sexuale (Strand, 1911) — Isole Aru
- Margaromma soligena Simon, 1901 — Nuova Guinea
- Margaromma spatiosum Peckham & Peckham, 1907 — Borneo
- Margaromma torquatum Simon, 1902 — Arcipelago delle Molucche

## Marma
Marma Simon, 1902
- Marma baeri Simon, 1902[1] — Ecuador
- Marma femella (Caporiacco, 1955) — Venezuela
- Marma nigritarsis (Simon, 1900) — dal Venezuela all'Argentina

## Marpissa
Marpissa C. L. Koch, 1846

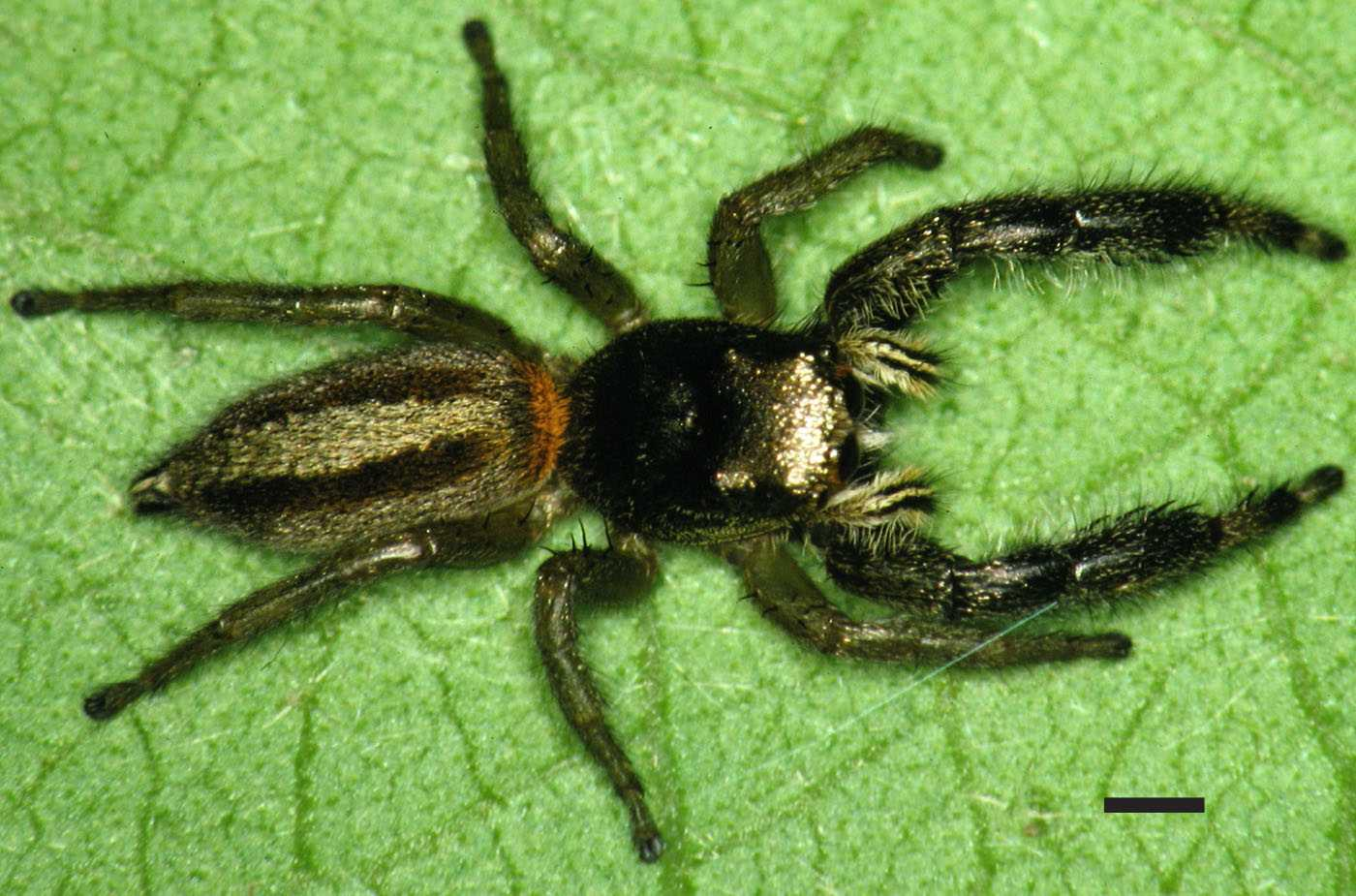
Marpissa bina, femmina

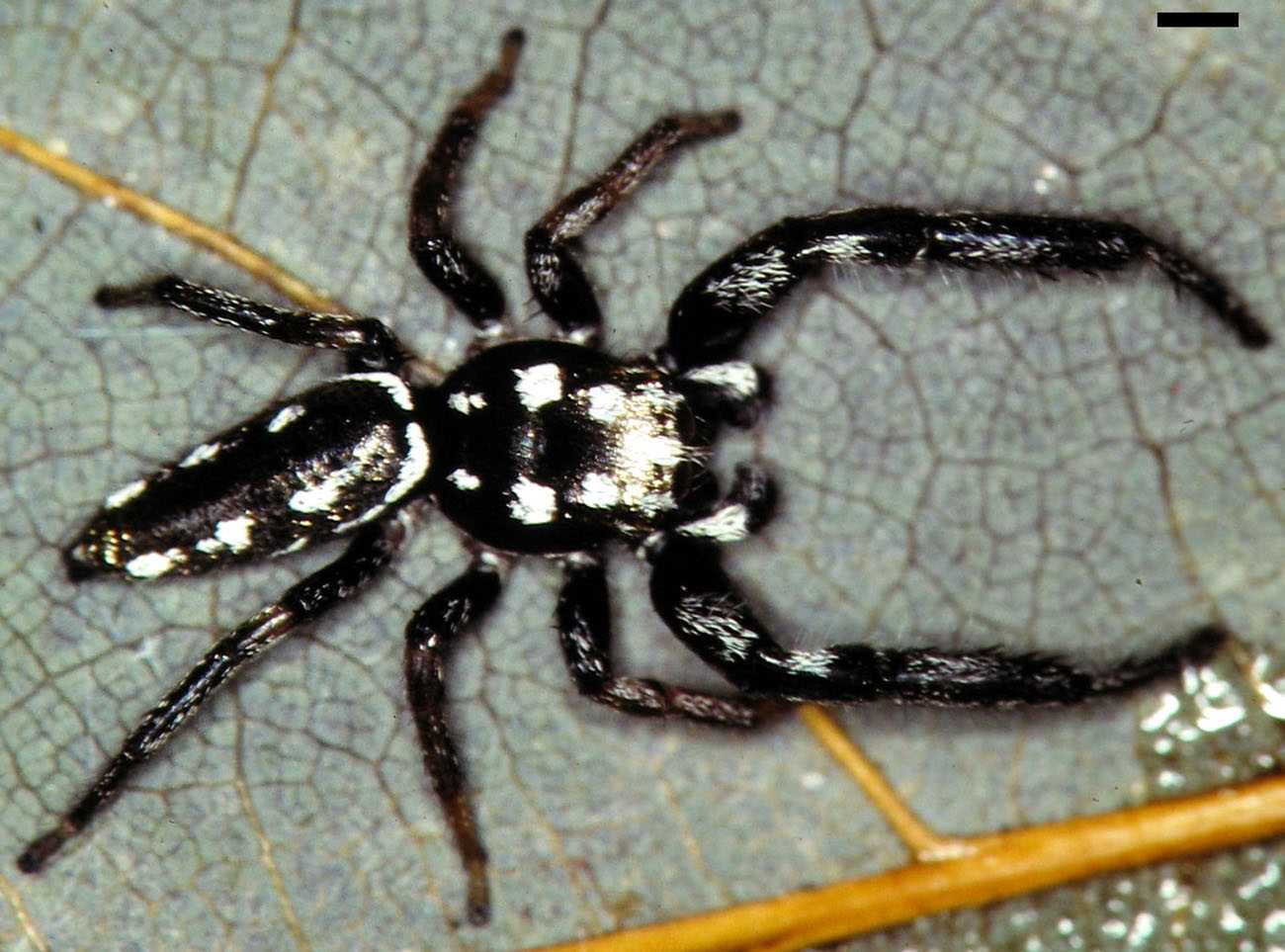
Marpissa bina, maschio

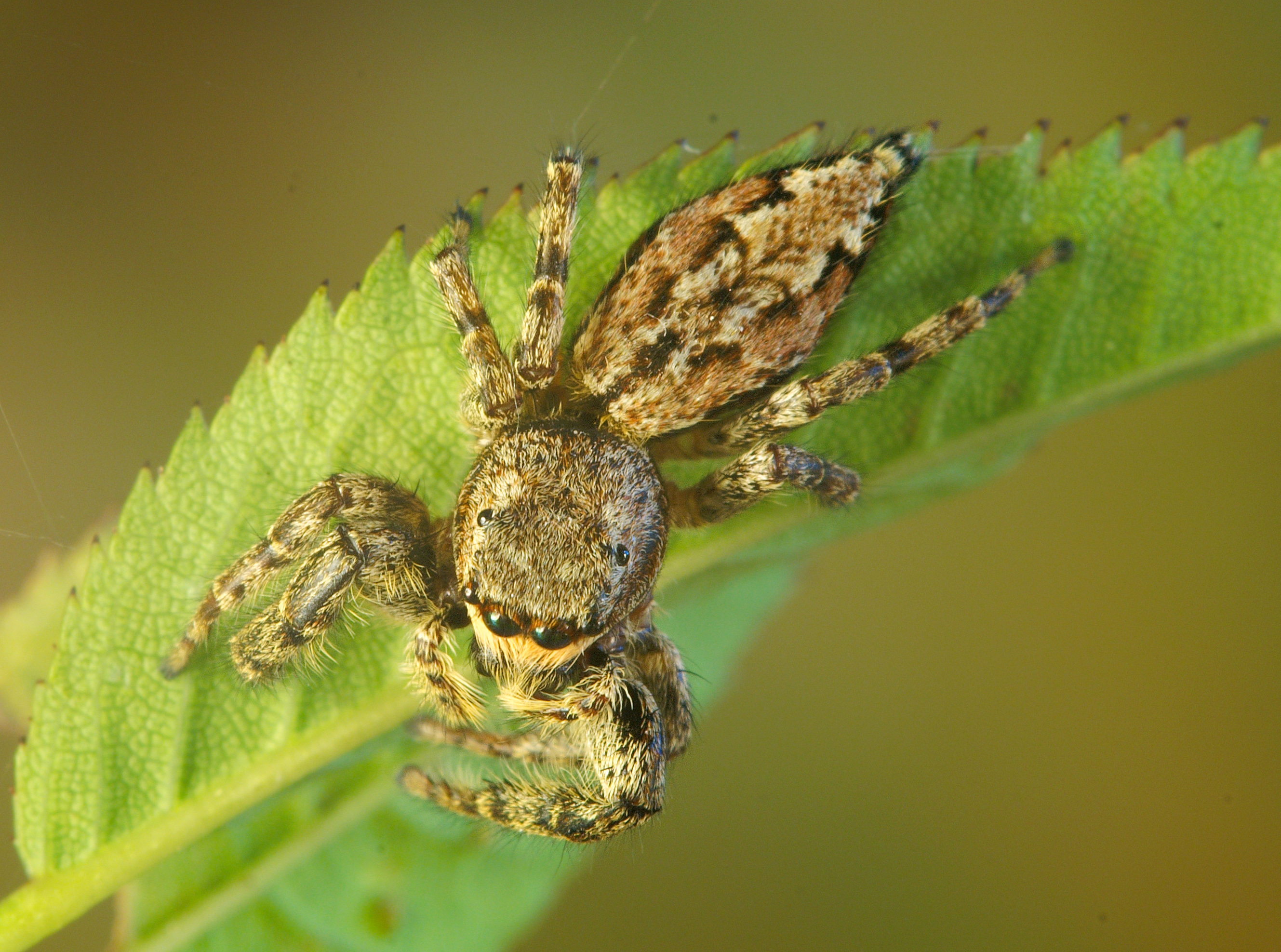
Marpissa muscosa

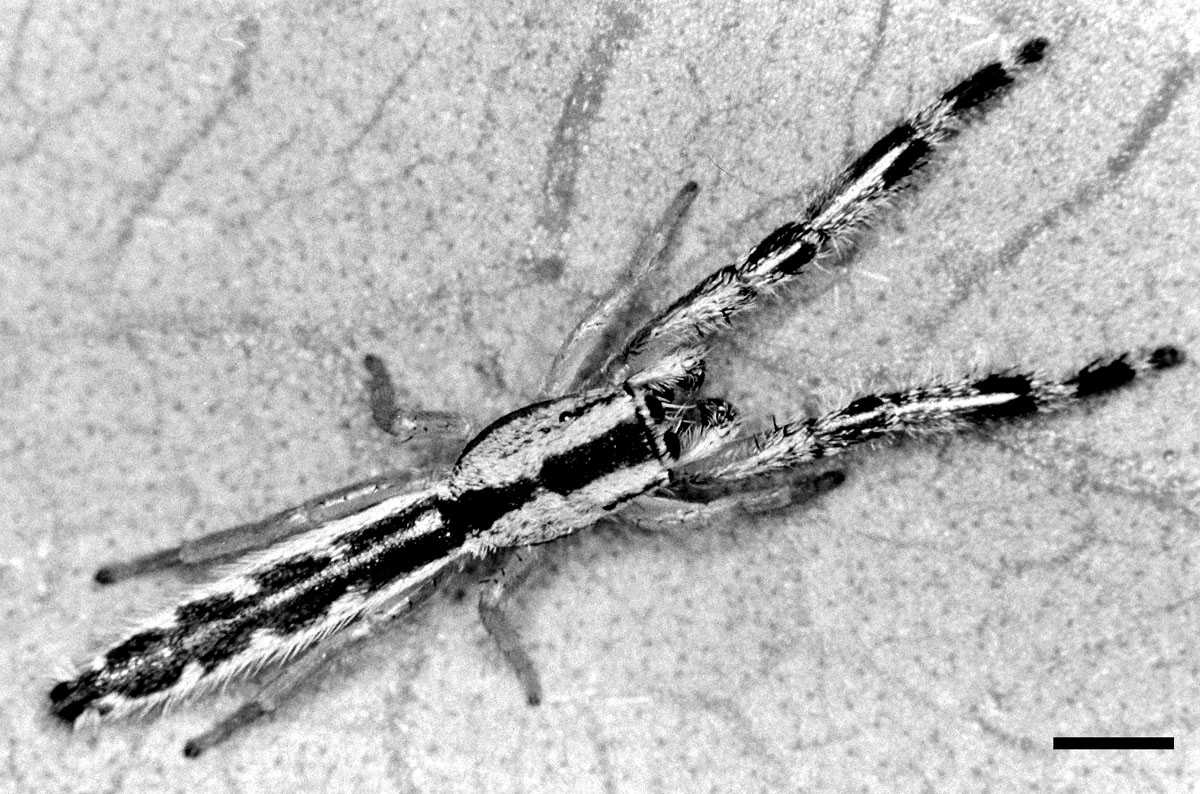
Marpissa pikei, maschio

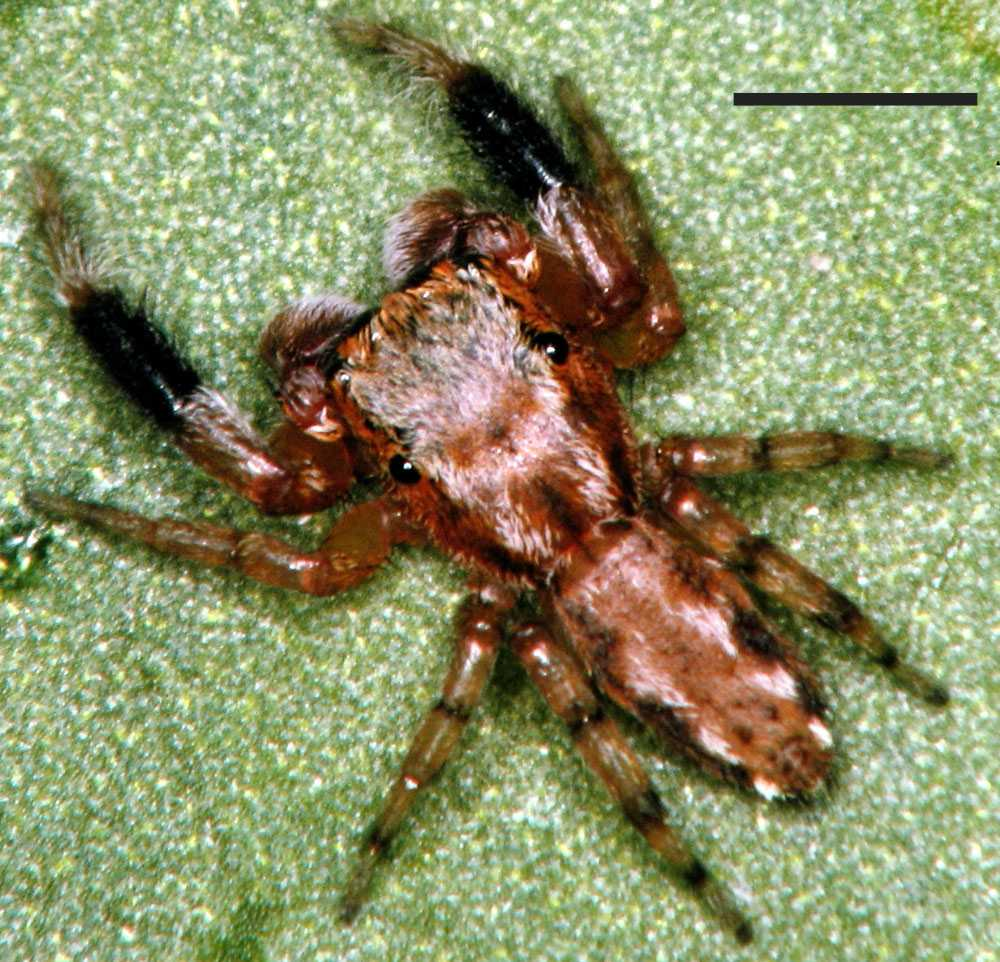
Marpissa sulcosa, maschio

1. Marpissa agricola (Peckham & Peckham, 1894) — Brasile
2. Marpissa anusuae Tikader & Biswas, 1981 — India
3. Marpissa arambagensis Biswas & Biswas, 1992 — India
4. Marpissa armifera Urquhart, 1892 — Nuova Zelanda
5. Marpissa balcanica (Kratochvíl, 1932) — Croazia
6. Marpissa bina (Hentz, 1846) — USA
7. Marpissa bryantae (Jones, 1945) — USA
8. Marpissa carinata Butt & Beg, 2000 — Pakistan
9. Marpissa dayapurensis Majumder, 2004 — India
10. Marpissa decorata Tikader, 1974 — India
11. Marpissa dentoides Barnes, 1958 — USA
12. Marpissa endenae Biswas & Biswas, 1992 — India
13. Marpissa formosa (Banks, 1892) — USA
14. Marpissa fornicis (Dyal, 1935) — Pakistan
15. Marpissa gangasagarensis Majumder, 2005 — India
16. Marpissa grata (Gertsch, 1936) — USA
17. Marpissa hieroglyphica Taczanowski, 1878 — Perù
18. Marpissa insignis Butt & Beg, 2000 — Pakistan
19. Marpissa kalapani Tikader, 1977 — Isole Andamane
20. Marpissa kalighatensis Biswas & Biswas, 1992 — India
21. Marpissa lakshmikantapurensis Majumder, 2004 — India
22. Marpissa lineata (C. L. Koch, 1846) — USA
23. Marpissa linzhiensis Hu, 2001 — Cina
24. Marpissa longiuscula (Simon, 1871) — Italia, Ucraina
25. Marpissa manipuriensis Biswas & Biswas, 2004 — India
26. Marpissa milleri (Peckham & Peckham, 1894) — Russia, Cina, Corea, Giappone
27. Marpissa minor F. O. P.-Cambridge, 1901 — dal Messico ad El Salvador
28. Marpissa mirabilis Butt & Beg, 2000 — Pakistan
29. Marpissa mizoramensis Biswas & Biswas, 2007 — India
30. Marpissa muscosa (Clerck, 1757)[1] — Regione paleartica
31. Marpissa mystacina Taczanowski, 1878 — Perù
32. Marpissa nitida Hu, 2001 — Cina
33. Marpissa nivoyi (Lucas, 1846) — Regione paleartica
34. Marpissa nutanae Biswas & Biswas, 1984 — India
35. Marpissa obtusa Barnes, 1958 — USA
36. Marpissa pauariensis Biswas & Roy, 2008 — India
37. Marpissa pikei (Peckham & Peckham, 1888) — USA, Cuba
38. Marpissa pomatia (Walckenaer, 1802) — Regione paleartica
39. Marpissa prathamae Biswas & Biswas, 1984 — India
40. Marpissa proszynskii Biswas & Begum, 1999 — Bangladesh
41. Marpissa pulla (Karsch, 1879) — Russia, Cina, Corea, Taiwan, Giappone
42. Marpissa radiata (Grube, 1859) — Regione paleartica
43. Marpissa raimondi Taczanowski, 1878 — Perù
44. Marpissa robusta (Banks, 1906) — USA
45. Marpissa rubriceps Mello-Leitão, 1922 — Brasile
46. Marpissa singhi Monga, Singh & Sadana, 1989 — India
47. Marpissa soricina (Thorell, 1899) — Camerun
48. Marpissa sulcosa Barnes, 1958 — USA
49. Marpissa tenebrosa Butt & Beg, 2000 — Pakistan
50. Marpissa tigrina Tikader, 1965 — India
51. Marpissa tikaderi Biswas, 1984 — India
52. Marpissa zaitzevi Mcheidze, 1997 — Georgia

## Martella
Martella Peckham & Peckham, 1892
- Martella amapa Galiano, 1996 — Brasile
- Martella bicavata (Chickering, 1946) — Panama
- Martella camba (Galiano, 1969) — Argentina
- Martella furva (Chickering, 1946) — Panama
- Martella gandu Galiano, 1996 — Brasile
- Martella goianensis Galiano, 1969 — Brasile
- Martella lineatipes F. O. P.-Cambridge, 1900 — dal Messico alla Costa Rica
- Martella maria Peckham & Peckham, 1892 — Brasile
- Martella mutillaeformis (Taczanowski, 1878) — Perù
- Martella pasteuri Galiano, 1996 — Brasile
- Martella pottsi Peckham & Peckham, 1892[1] — dal Guatemala al Brasile
- Martella utingae (Galiano, 1967) — Brasile

## Mashonarus
Mashonarus Wesolowska & Cumming, 2002
- Mashonarus brandbergensis Wesolowska, 2006 — Namibia
- Mashonarus guttatus Wesolowska & Cumming, 2002[1] — Namibia, Zambia, Zimbabwe

## Massagris
Massagris Simon, 1900
- Massagris honesta Wesolowska, 1993 — Sudafrica
- Massagris mirifica Peckham & Peckham, 1903 — Sudafrica
- Massagris natalensis Wesolowska & Haddad, 2009 — Sudafrica
- Massagris regina Wesolowska, 1993 — Sudafrica
- Massagris schisma Maddison & Zhang, 2006 — Sudafrica
- Massagris separata Wesolowska, 1993 — Sudafrica

## Matagaia
Matagaia Ruiz, Brescovit e Freitas, 2007
- Matagaia chromatopus Ruiz, Brescovit & Freitas, 2007[1] — Brasile

## Mburuvicha
Mburuvicha Scioscia, 1993
- Mburuvicha galianoae Scioscia, 1993[1] — Argentina

## Meata
Meata Zabka, 1985
- Meata fungiformis Xiao & Yin, 1991 — Cina
- Meata typica Zabka, 1985[1] — Vietnam
- Meata zabkai Prószynski & Deeleman-Reinhold, 2010 — Bali

## Megaloastia
Megaloastia Zabka, 1995
- Megaloastia mainae Zabka, 1995[1] — Australia occidentale

## Meleon
Meleon Wanless, 1984
- Meleon guineensis (Berland & Millot, 1941) — Guinea, Costa d'Avorio
- Meleon insulanus Logunov & Azarkina, 2008 — Madagascar
- Meleon kenti (Lessert, 1925)[1] — Angola, Africa meridionale
- Meleon madagascarensis (Wanless, 1978) — Madagascar
- Meleon raharizonina Logunov & Azarkina, 2008 — Madagascar
- Meleon russata (Simon, 1900) — Madagascar
- Meleon solitaria (Lessert, 1927) — Africa centrale e orientale
- Meleon tsaratanana Logunov & Azarkina, 2008 — Madagascar

## Mendoza
Mendoza Peckham & Peckham, 1894
- Mendoza canestrinii (Ninni, 1868)[1] — Africa settentrionale, Regione paleartica
- Mendoza dersuuzalai (Logunov & Wesolowska, 1992) — Russia
- Mendoza elongata (Karsch, 1879) — Russia, Cina, Corea, Giappone
- Mendoza ibarakiensis (Bohdanowicz & Prószynski, 1987) — Giappone
- Mendoza nobilis (Grube, 1861) — Russia, Corea, Cina
- Mendoza pulchra (Prószynski, 1981) — Russia, Cina, Corea, Giappone
- Mendoza ryukyuensis Baba, 2007 — Giappone
- Mendoza zebra (Logunov & Wesolowska, 1992) — Russia

## Menemerus
Menemerus Simon, 1868

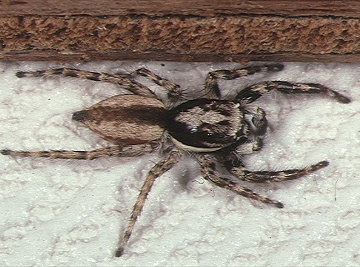
Menemerus bivittatus, maschio

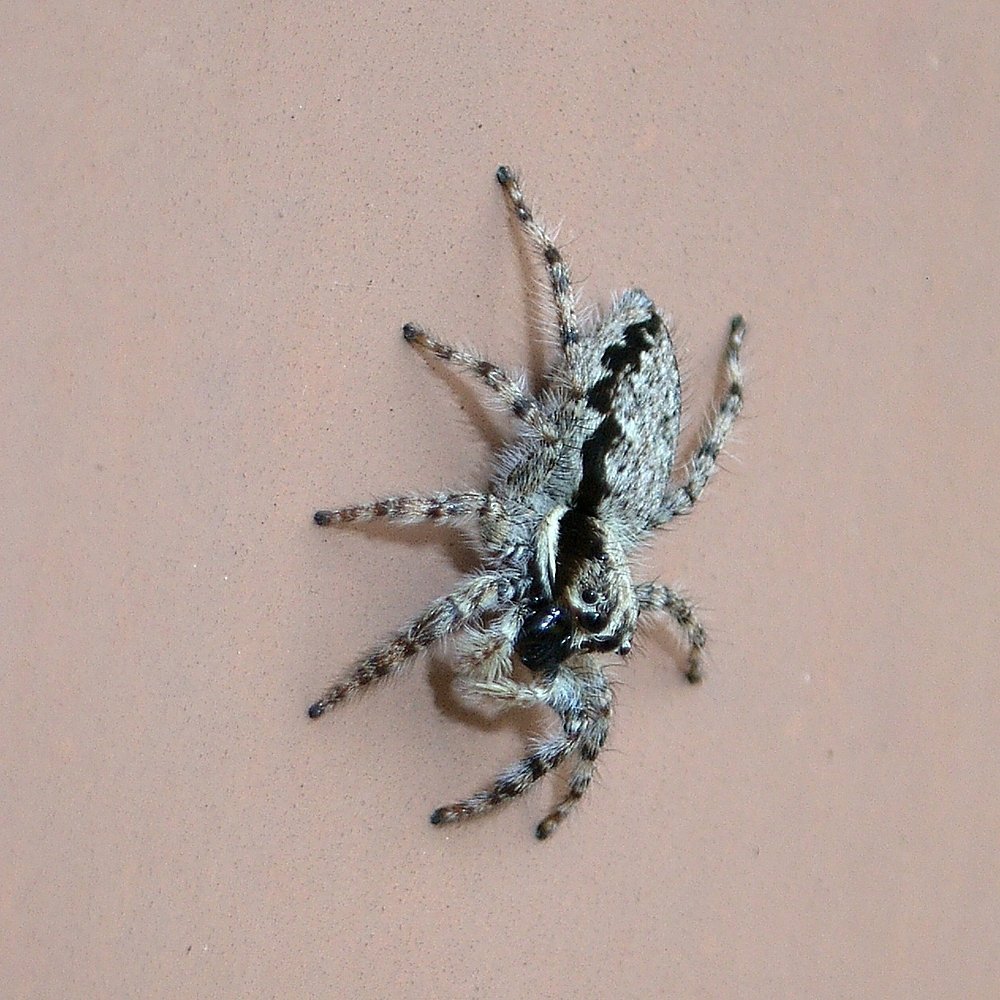
Menemerus fulvus, femmina

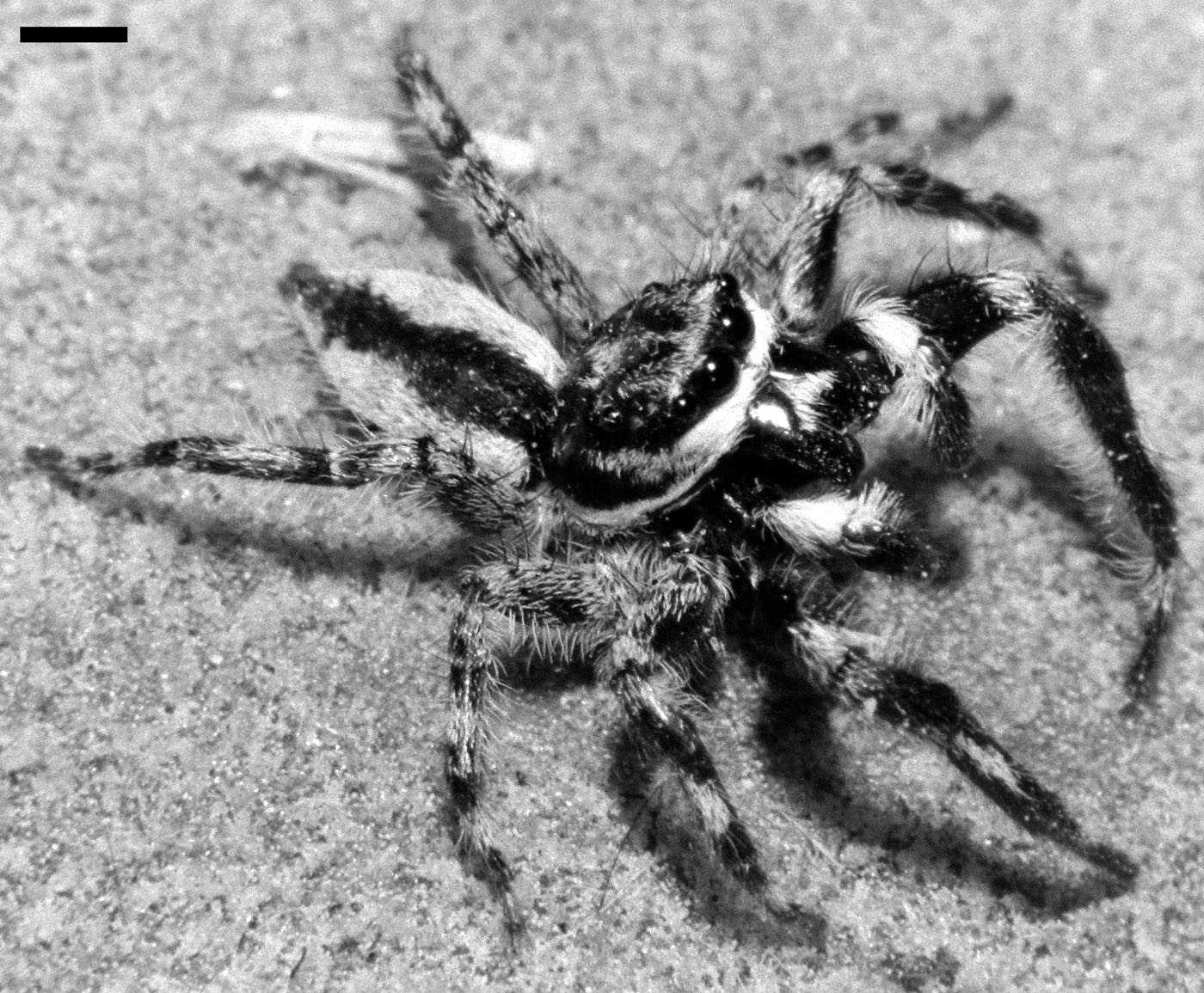
Menemerus bivittatus, maschio

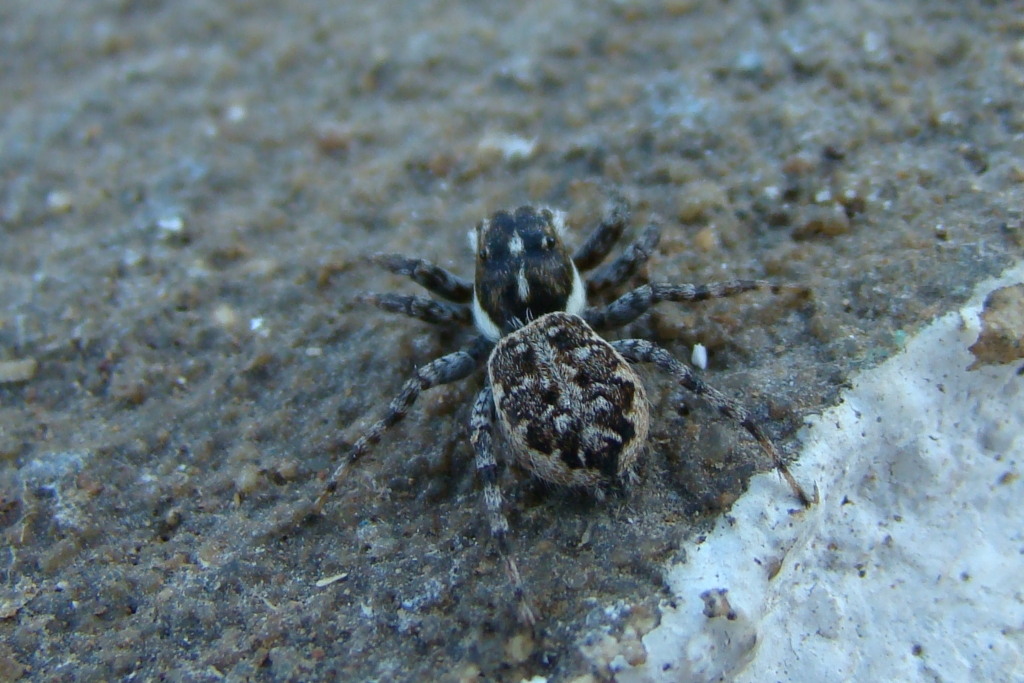
Menemerus semilimbatus, femmina o giovanile

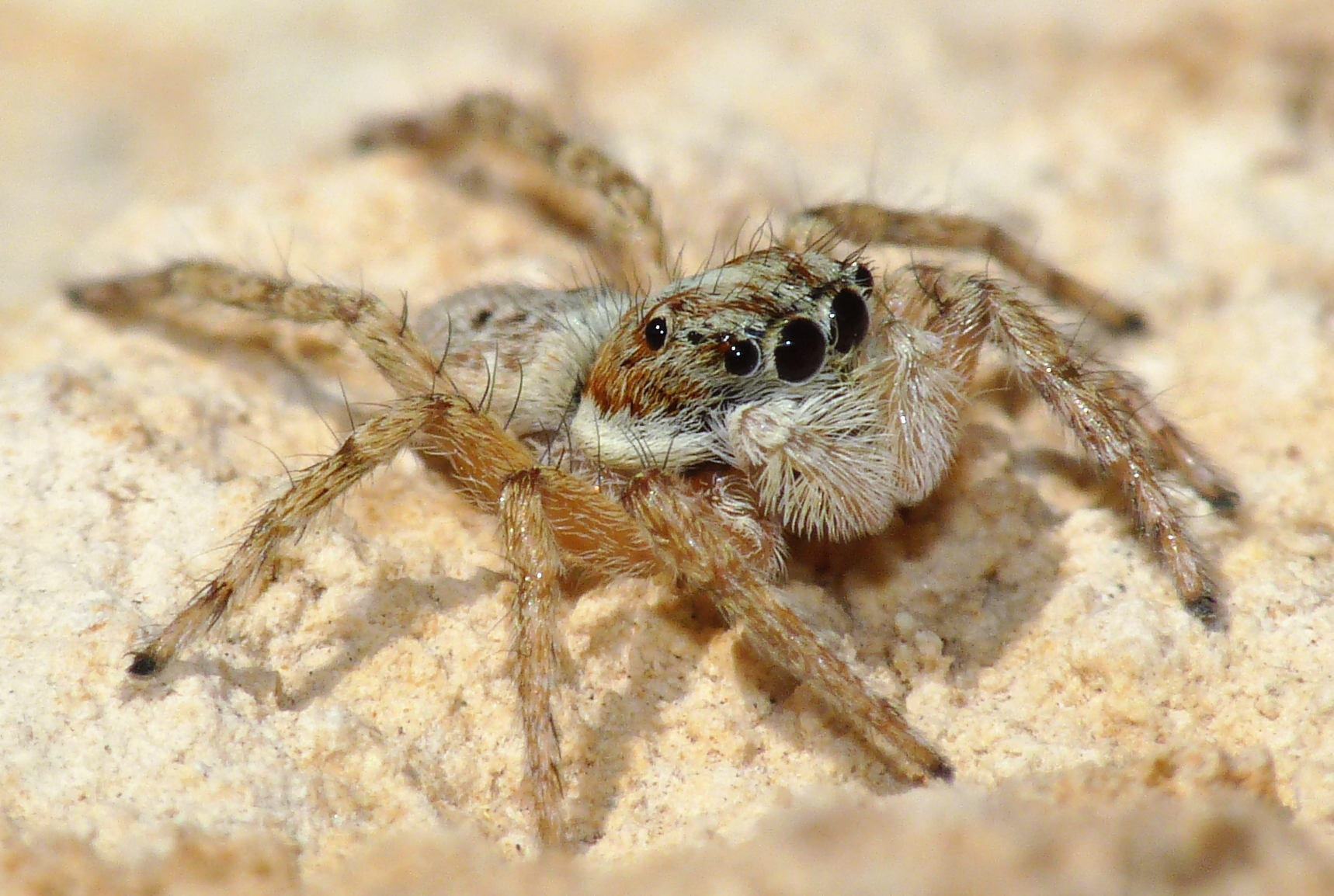
Menemerus semilimbatus

1. Menemerus acuminatus Rainbow, 1912 — Queensland
2. Menemerus affinis Wesolowska & van Harten, 2010 — Emirati Arabi Uniti
3. Menemerus albocinctus Keyserling, 1890 — Isole Nicobare
4. Menemerus animatus O. P.-Cambridge, 1876 — dal Senegal all'Iraq
5. Menemerus arabicus Prószynski, 1993 — Arabia Saudita
6. Menemerus bicolor Peckham & Peckham, 1896 — Guatemala
7. Menemerus bifurcus Wesolowska, 1999 — Africa meridionale
8. Menemerus bivittatus (Dufour, 1831) — zona intertropicale
9. Menemerus brachygnathus (Thorell, 1887) — dall'India al Giappone
10. Menemerus bracteatus (L. Koch, 1879) — Queensland
11. Menemerus brevibulbis (Thorell, 1887) — dal Senegal all'India
12. Menemerus carlini (Peckham & Peckham, 1903) — Africa meridionale
13. Menemerus congoensis Lessert, 1927 — dal Sudan al Sudafrica
14. Menemerus cummingorum Wesolowska, 2007 — Zimbabwe
15. Menemerus davidi Prószynski & Wesolowska, 1999 — Africa settentrionale, Israele
16. Menemerus depressus Franganillo, 1930 — Cuba
17. Menemerus desertus Wesolowska, 1999 — Algeria
18. Menemerus dimidius (Schmidt, 1976) — Isole Canarie
19. Menemerus eburnensis Berland & Millot, 1941 — Africa occidentale
20. Menemerus errabundus Logunov, 2010 — Iran
21. Menemerus fagei Berland & Millot, 1941 — dall'Africa occidentale allo Yemen
22. Menemerus falsificus Simon, 1868 — Europa meridionale
23. Menemerus fasciculatus Franganillo, 1930 — Cuba
24. Menemerus felix Hogg, 1922 — Vietnam
25. Menemerus formosus Wesolowska, 1999 — Kenya
26. Menemerus fulvus (L. Koch, 1878) — dall'India al Giappone
27. Menemerus guttatus Wesolowska, 1999 — Marocco
28. Menemerus illigeri (Audouin, 1826) — Portogallo, Africa settentrionale, Medio Oriente, Isola di Sant'Elena
29. Menemerus kochi Bryant, 1942 — Isole Vergini
30. Menemerus legalli Berland & Millot, 1941 — Mali
31. Menemerus legendrei Schenkel, 1963 — Cina
32. Menemerus lesnei Lessert, 1936 — Namibia, Botswana, Mozambico
33. Menemerus lesserti Lawrence, 1927 — Africa meridionale
34. Menemerus magnificus Wesolowska, 1999 — Camerun
35. Menemerus marginalis (Banks, 1909) — Costa Rica
36. Menemerus marginatus (Kroneberg, 1875) — Asia centrale
37. Menemerus meridionalis Wesolowska, 1999 — Sudafrica
38. Menemerus minshullae Wesolowska, 1999 — Zimbabwe, Malawi
39. Menemerus mirabilis Wesolowska, 1999 — Etiopia
40. Menemerus modestus Wesolowska, 1999 — Tunisia
41. Menemerus namibicus Wesolowska, 1999 — Namibia
42. Menemerus natalis Wesolowska, 1999 — Sudafrica
43. Menemerus ochraceus Franganillo, 1930 — Cuba
44. Menemerus pallescens Wesolowska & van Harten, 2007 — Yemen
45. Menemerus paradoxus Wesolowska & van Harten, 1994 — Yemen
46. Menemerus patellaris Wesolowska & van Harten, 2007 — Yemen
47. Menemerus pentamaculatus Hu, 2001 — Cina
48. Menemerus pilosus Wesolowska, 1999 — Namibia
49. Menemerus placidus Wesolowska, 1999 — Namibia
50. Menemerus plenus Wesolowska & van Harten, 1994 — Yemen
51. Menemerus proximus Franganillo, 1935 — Cuba
52. Menemerus pulcher Wesolowska, 1999 — Mauritania
53. Menemerus rabaudi Berland & Millot, 1941 — Guinea
54. Menemerus raji Dyal, 1935 — Pakistan
55. Menemerus regius Wesolowska, 1999 — Etiopia
56. Menemerus ridens (Hogg, 1914) — Australia occidentale
57. Menemerus rubicundus Lawrence, 1928 — Namibia
58. Menemerus sabulosus Wesolowska, 1999 — Namibia
59. Menemerus schutzae Denis, 1961 — Francia
60. Menemerus semilimbatus (Hahn, 1829)[1] — dalle Isole Canarie all'Azerbaigian; Argentina
61. Menemerus silver Wesolowska, 1999 — Tunisia
62. Menemerus soldani (Audouin, 1826) — Africa settentrionale
63. Menemerus taeniatus (L. Koch, 1867) — dal Mediterraneo al Kazakistan; Argentina
64. Menemerus transvaalicus Wesolowska, 1999 — Sudafrica
65. Menemerus tropicus Wesolowska, 2007 — Kenya, Uganda
66. Menemerus utilis Wesolowska, 1999 — Tunisia
67. Menemerus vernei Berland & Millot, 1941 — Guinea
68. Menemerus wuchangensis Schenkel, 1963 — Cina
69. Menemerus zimbabwensis Wesolowska, 1999 — Zimbabwe, Sudafrica

## Messua
Messua Peckham & Peckham, 1896
- Messua centralis (Peckham & Peckham, 1896) — Panama
- Messua dentigera (F. O. P.-Cambridge, 1901) — dal Guatemala a Panama
- Messua desidiosa Peckham & Peckham, 1896[1]— Costa Rica, Panama
- Messua donalda (Kraus, 1955) — El Salvador
- Messua latior (Roewer, 1955) — Panama
- Messua laxa (Chickering, 1946) — Panama
- Messua limbata (Banks, 1898) — USA, Messico
- Messua moma (F. O. P.-Cambridge, 1901) — dal Guatemala alla Guyana
- Messua octonotata (F. O. P.-Cambridge, 1901) — America centrale
- Messua pura (Bryant, 1948) — Messico
- Messua tridentata (F. O. P.-Cambridge, 1901) — Messico

## Metacyrba
Metacyrba F. O. P.-Cambridge, 1901

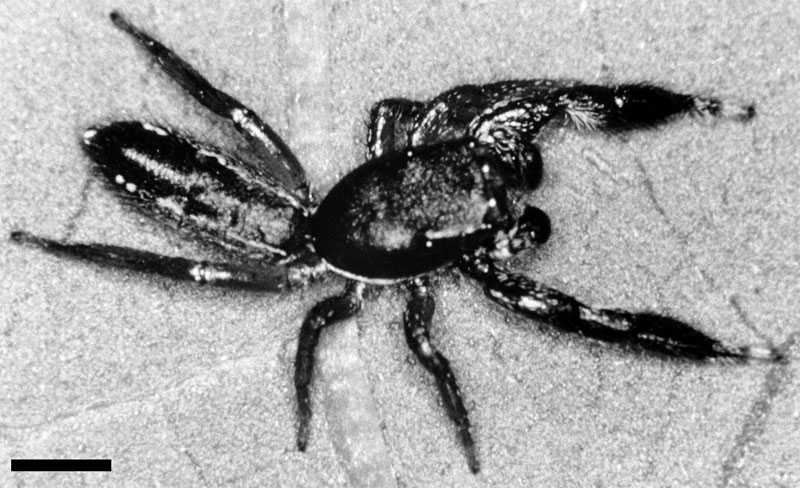
Metacyrba floridana, maschio

- Metacyrba floridana Gertsch, 1934 — USA
- Metacyrba insularis (Banks, 1902) — Isole Galápagos
- Metacyrba pictipes Banks, 1903 — Hispaniola
- Metacyrba punctata (Peckham & Peckham, 1894) — dagli USA all'Ecuador
- Metacyrba taeniola (Hentz, 1846)[1] — USA, Messico
  - Metacyrba taeniola similis Banks, 1904 — USA, Messico
- Metacyrba venusta (Chickering, 1946) — dal Messico al Venezuela

## Metaphidippus
Metaphidippus F. O. P.-Cambridge, 1901
- Metaphidippus albopilosus (Peckham & Peckham, 1901) — Brasile, Paraguay, Argentina
- Metaphidippus annectans (Chamberlin, 1929) — USA
- Metaphidippus apicalis F. O. P.-Cambridge, 1901 — Messico
- Metaphidippus bicavatus F. O. P.-Cambridge, 1901 — Panama
- Metaphidippus bisignatus Mello-Leitão, 1945 — Argentina
- Metaphidippus bispinosus F. O. P.-Cambridge, 1901 — America centrale
- Metaphidippus carmenensis (Chamberlin, 1924) — USA, Messico
- Metaphidippus chalcedon (C. L. Koch, 1846) — Brasile
- Metaphidippus chera (Chamberlin, 1924) — USA, Messico
- Metaphidippus coccinelloides Mello-Leitão, 1947 — Brasile
- Metaphidippus comptus (Banks, 1909) — Costa Rica
- Metaphidippus crassidens (Kraus, 1955) — El Salvador
- Metaphidippus cupreus F. O. P.-Cambridge, 1901 — Panama
- Metaphidippus cuprinus (Taczanowski, 1878) — Perù
- Metaphidippus diplacis (Chamberlin, 1924) — USA, Messico
- Metaphidippus dubitabilis (Peckham & Peckham, 1896) — Messico
- Metaphidippus emmiltus Maddison, 1996 — USA
- Metaphidippus facetus Chickering, 1946 — Panama

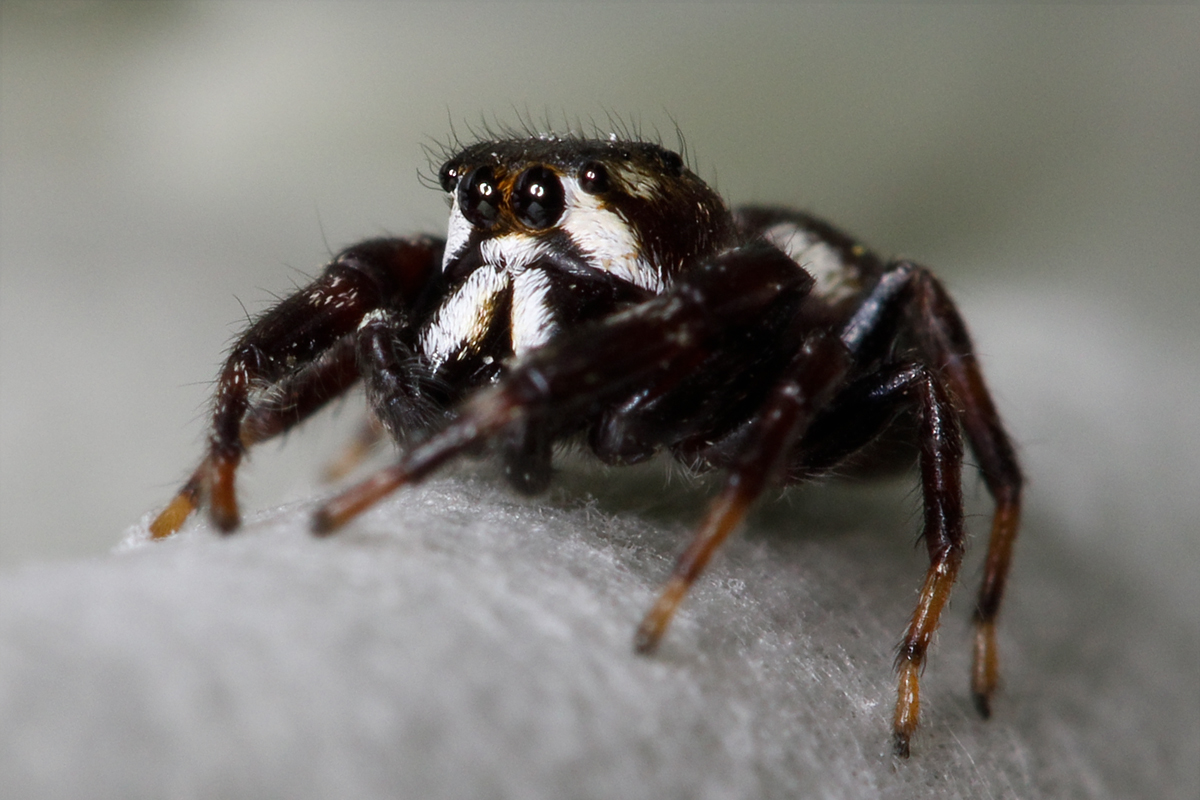
Metaphidippus manni, maschio adulto

- Metaphidippus fastosus Chickering, 1946 — Panama
- Metaphidippus felix (Peckham & Peckham, 1901) — Messico, Hawaii
- Metaphidippus fimbriatus (F. O. P.-Cambridge, 1901) — Guatemala
- Metaphidippus fortunatus (Peckham & Peckham, 1901) — Brasile
- Metaphidippus globosus F. O. P.-Cambridge, 1901 — Costa Rica
- Metaphidippus gratus Bryant, 1948 — Messico
- Metaphidippus inflatus F. O. P.-Cambridge, 1901 — Guatemala
- Metaphidippus iridescens F. O. P.-Cambridge, 1901 — El Salvador, Panama
- Metaphidippus iviei (Roewer, 1951) — USA
- Metaphidippus laetabilis (Peckham & Peckham, 1896) — Panama
- Metaphidippus laetificus Chickering, 1946 — Panama

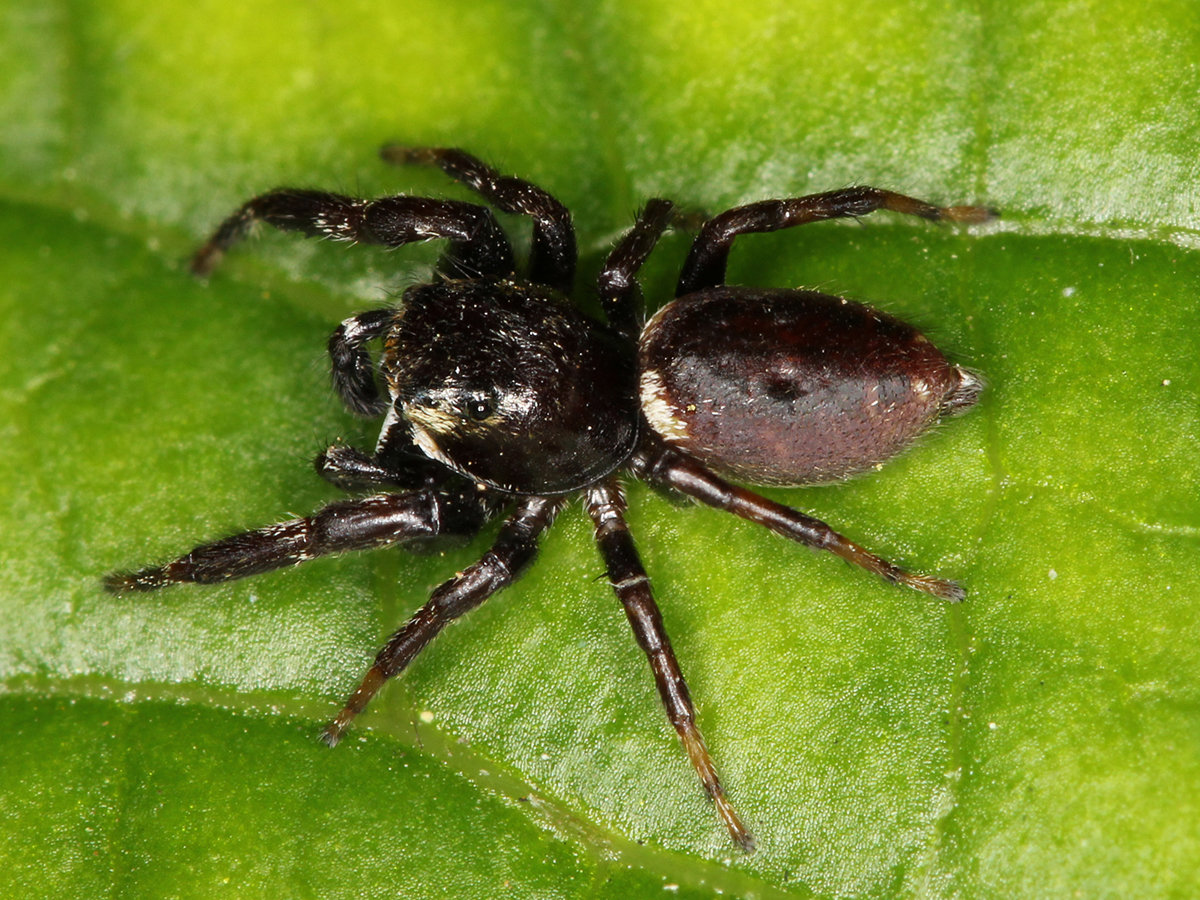
Metaphidippus manni, maschio adulto

- Metaphidippus lanceolatus F. O. P.-Cambridge, 1901 — dal Messico alla Costa Rica
- Metaphidippus longipalpus F. O. P.-Cambridge, 1901 — USA, Panama
- Metaphidippus mandibulatus F. O. P.-Cambridge, 1901[1] — Costa Rica
- Metaphidippus manni (Peckham & Peckham, 1901) — America settentrionale
- Metaphidippus nigropictus F. O. P.-Cambridge, 1901 — Messico
- Metaphidippus nitidus (Peckham & Peckham, 1896) — Guatemala
- Metaphidippus odiosus (Peckham & Peckham, 1901) — Brasile, Argentina
- Metaphidippus ovatus F. O. P.-Cambridge, 1901 — Guatemala
- Metaphidippus pallens F. O. P.-Cambridge, 1901 — dal Guatemala alla Costa Rica
- Metaphidippus perfectus (Peckham & Peckham, 1901) — Brasile
- Metaphidippus pernotus (Petrunkevitch, 1911) — Guatemala
- Metaphidippus perscitus Chickering, 1946 — Panama
- Metaphidippus pluripunctatus Mello-Leitão, 1944 — Argentina
- Metaphidippus quadrinotatus F. O. P.-Cambridge, 1901 — Costa Rica, Panama
- Metaphidippus smithi (Peckham & Peckham, 1901) — Brasile
- Metaphidippus texanus (Banks, 1904) — USA
- Metaphidippus tropicus (Peckham & Peckham, 1901) — Brasile, Argentina

## Mexcala
Mexcala Peckham & Peckham, 1902
- Mexcala agilis Lawrence, 1928 — Namibia
- Mexcala angolensis Wesolowska, 2009 — Angola
- Mexcala caerulea (Simon, 1901) — Africa occidentale
- Mexcala elegans Peckham & Peckham, 1903 — Africa meridionale
- Mexcala farsensis Logunov, 2001 — Iran
- Mexcala fizi Wesolowska, 2009 — Congo, Tanzania
- Mexcala formosa Wesolowska & Tomasiewicz, 2008 — Etiopia
- Mexcala Kabondo Wesolowska, 2009 — Congo, Malawi, Tanzania
- Mexcala macilenta Wesolowska & Russell-Smith, 2000 — Etiopia, Tanzania
- Mexcala meridiana Wesolowska, 2009 — Sudafrica
- Mexcala monstrata Wesolowska & van Harten, 1994 — Yemen
- Mexcala namibica Wesolowska, 2009 — Namibia
- Mexcala nigrocyanea (Simon, 1886) — Libia, Egitto, Etiopia
- Mexcala ovambo Wesolowska, 2009 — Namibia
- Mexcala quadrimaculata (Lawrence, 1942) — Zimbabwe, Sudafrica
- Mexcala rufa Peckham & Peckham, 1902[1] — Sudafrica
- Mexcala signata Wesolowska, 2009 — Kenya, Tanzania
- Mexcala synagelese Wesolowska, 2009 — Sudan, Costa d'Avorio, Congo, Angola
- Mexcala torquata Wesolowska, 2009 — Costa d'Avorio, Guinea
- Mexcala vicina Wesolowska, 2009 — Camerun, Congo

### Sinonimie
- Mexcala natalensis (Lawrence, 1942)[7]

## Mexigonus
Mexigonus Edwards, 2002
- Mexigonus arizonensis (Banks, 1904) — USA, Messico
- Mexigonus dentichelis (F. O. P.-Cambridge, 1901) — Messico
- Mexigonus minutus (F. O. P.-Cambridge, 1901)[1] — USA, Messico
- Mexigonus morosus (Peckham & Peckham, 1888) — USA

## Micalula
Micalula Strand, 1932
- Micalula longithorax (Petrunkevitch, 1925)[1] — Panama

## Microbianor
Microbianor Logunov, 2000
- Microbianor deltshevi Logunov, 2009 — Madagascar
- Microbianor golovatchi Logunov, 2000 — Isole Seychelles
- Microbianor madagascarensis Logunov, 2009 — Madagascar
- Microbianor nigritarsus Logunov, 2000[1] — Isole Seychelles
- Microbianor saaristoi Logunov, 2000 — Isole Seychelles, Isola Réunion

## Microhasarius
Microhasarius Simon, 1902
- Microhasarius animosus Peckham & Peckham, 1907 — Borneo
- Microhasarius pauperculus Simon, 1902[1] — Giava

## Microheros
Microheros Wesolowska & Cumming, 1999
- Microheros termitophagus Wesolowska & Cumming, 1999 — Africa meridionale

## Mikrus
Mikrus Wesolowska, 2001
- Mikrus ugandensis Wesolowska, 2001[1] — Kenya, Uganda

## Mintonia
Mintonia Wanless, 1984
- Mintonia breviramis Wanless, 1984 — Borneo
- Mintonia caliginosa Wanless, 1987 — Borneo
- Mintonia ignota Logunov & Azarkina, 2008 — Thailandia
- Mintonia mackiei Wanless, 1984 — Borneo
- Mintonia melinauensis Wanless, 1984 — Borneo
- Mintonia nubilis Wanless, 1984 — Borneo
- Mintonia protuberans Wanless, 1984 — Singapore
- Mintonia ramipalpis (Thorell, 1890) — Giava, Sumatra, Borneo
- Mintonia silvicola Wanless, 1987 — Malesia
- Mintonia tauricornis Wanless, 1984[1] — Borneo

### Specie trasferite
- Mintonia bani Ikeda, 1995[8]

## Mirandia
Mirandia Badcock, 1932
- Mirandia australis Badcock, 1932[1] — Paraguay

## Modunda
Modunda Simon, 1901
- Modunda aeneiceps Simon, 1901 — Sri Lanka, Cina
- Modunda staintoni (O. P.-Cambridge, 1872)[1] — dal Sudafrica all'India

## Mogrus
Mogrus Simon, 1882
- Mogrus albogularis Simon, 1901 — Sudafrica
- Mogrus antoninus Andreeva, 1976 — Russia, dall'Asia centrale alla Cina
- Mogrus bonneti (Audouin, 1826) — dall'Egitto ad Aden
- Mogrus canescens (C. L. Koch, 1846) — Mediterraneo orientale
- Mogrus cognatus Wesolowska & van Harten, 1994 — Yemen
- Mogrus dalmasi Berland & Millot, 1941 — Mali
- Mogrus fabrei Simon, 1885 — Medio Oriente
- Mogrus faizabadicus Andreeva, Kononenko & Prószynski, 1981 — Afghanistan
- Mogrus flavescentemaculatus (Lucas, 1846) — Algeria
- Mogrus frontosus (Simon, 1871) — Corsica
- Mogrus fulvovittatus Simon, 1882[1] — Egitto, Arabia Saudita, Yemen, Azerbaigian
- Mogrus ignarus Wesolowska, 2000 — Zimbabwe
- Mogrus incertus Denis, 1955 — Libia, Niger
- Mogrus larisae Logunov, 1995 — Asia centrale
- Mogrus leucochelis Pavesi, 1897 — Somalia
- Mogrus linzhiensis Hu, 2001 — Cina
- Mogrus logunovi Prószynski, 2000 — Israele, Giordania, Yemen
- Mogrus macrocephalus Lawrence, 1927 — Namibia
- Mogrus mathisi (Berland & Millot, 1941) — Senegal, dal Niger all'Arabia Saudita, Yemen
- Mogrus mirabilis Wesolowska & van Harten, 1994 — Sudan, Egitto, Arabia Saudita, Yemen
- Mogrus neglectus (Simon, 1868) — Grecia, Macedonia, Turchia, Israele, Azerbaigian
- Mogrus portentosus Wesolowska & van Harten, 1994 — Yemen
- Mogrus praecinctus Simon, 1890 — Yemen
- Mogrus sahariensis Berland & Millot, 1941 — Africa occidentale
- Mogrus semicanus Simon, 1910 — Africa meridionale
- Mogrus sinaicus Prószynski, 2000 — Egitto, Arabia Saudita
- Mogrus valerii Kononenko, 1981 — Turkmenistan, Uzbekistan

## Monaga
Monaga Chickering, 1946
- Monaga benigna Chickering, 1946[1] — Panama

## Monomotapa
Monomotapa Wesolowska, 2000
- Monomotapa principalis Wesolowska, 2000[1] — Zimbabwe

## Mopiopia
Mopiopia Simon, 1902
- Mopiopia comatula Simon, 1902[1] — Brasile
- Mopiopia labyrinthea (Mello-Leitão, 1947) — Brasile
- Mopiopia tristis (Mello-Leitão, 1947) — Brasile

## Mopsolodes
Mopsolodes Zabka, 1991
- Mopsolodes australensis Zabka, 1991[1] — Queensland, Territorio del Nord (Australia)

## Mopsus
Mopsus Karsch, 1878

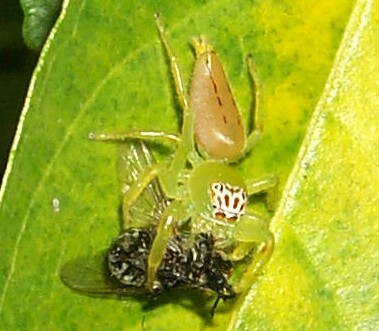
Mopsus mormon, femmina

- Mopsus mormon Karsch, 1878[1] — Nuova Guinea, Australia orientale

## Muziris
Muziris Simon, 1901
- Muziris calvipalpis (L. Koch, 1867) — Isole Samoa
- Muziris carinatus Simon, 1909 — Australia occidentale
- Muziris doleschalli (Thorell, 1878)[1] — Ambon (Arcipelago delle Molucche)
- Muziris epigynatus Strand, 1911 — Isole Aru
- Muziris gracilipalpis Strand, 1911 — Isole Aru
- Muziris leptochirus (Thorell, 1881) — Nuova Guinea
- Muziris wiehlei Berland, 1938 — Nuove Ebridi

## Myrmarachne
Myrmarachne MacLeay, 1839

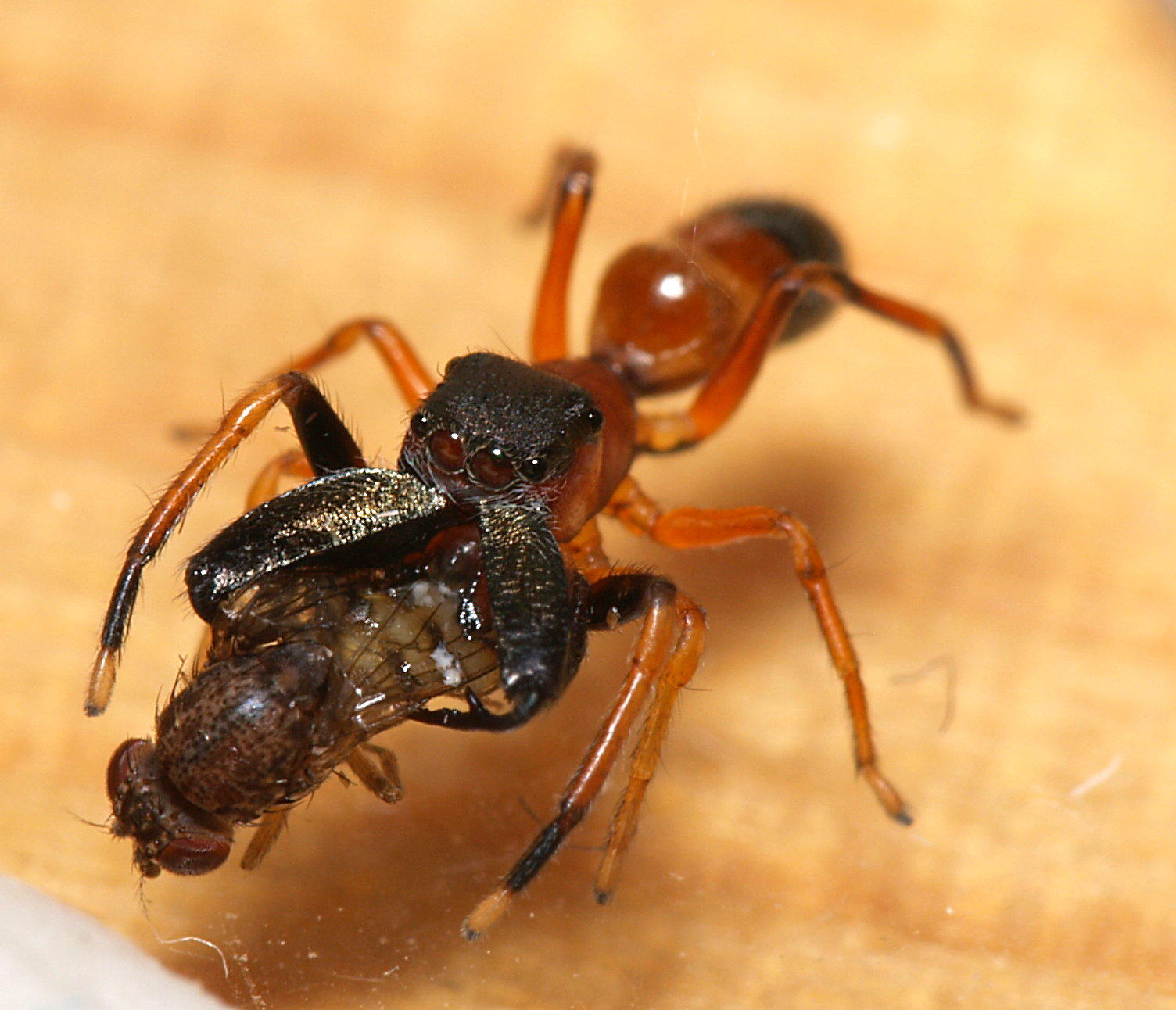
Myrmarachne formicaria, maschio

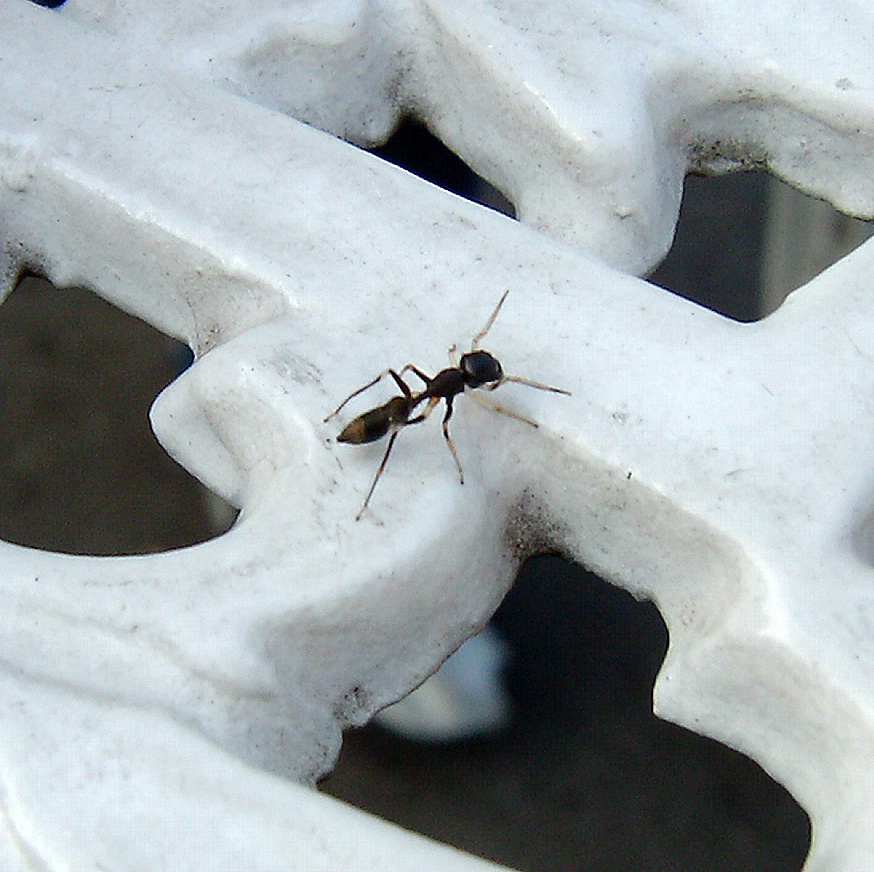
Myrmarachne inermichelis, femmina

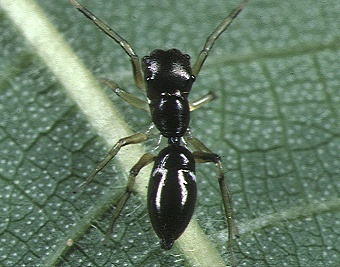
Myrmarachne japonica, femmina

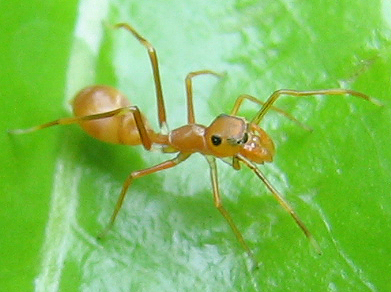
Myrmarachne plataleoides, femmina, Thailandia

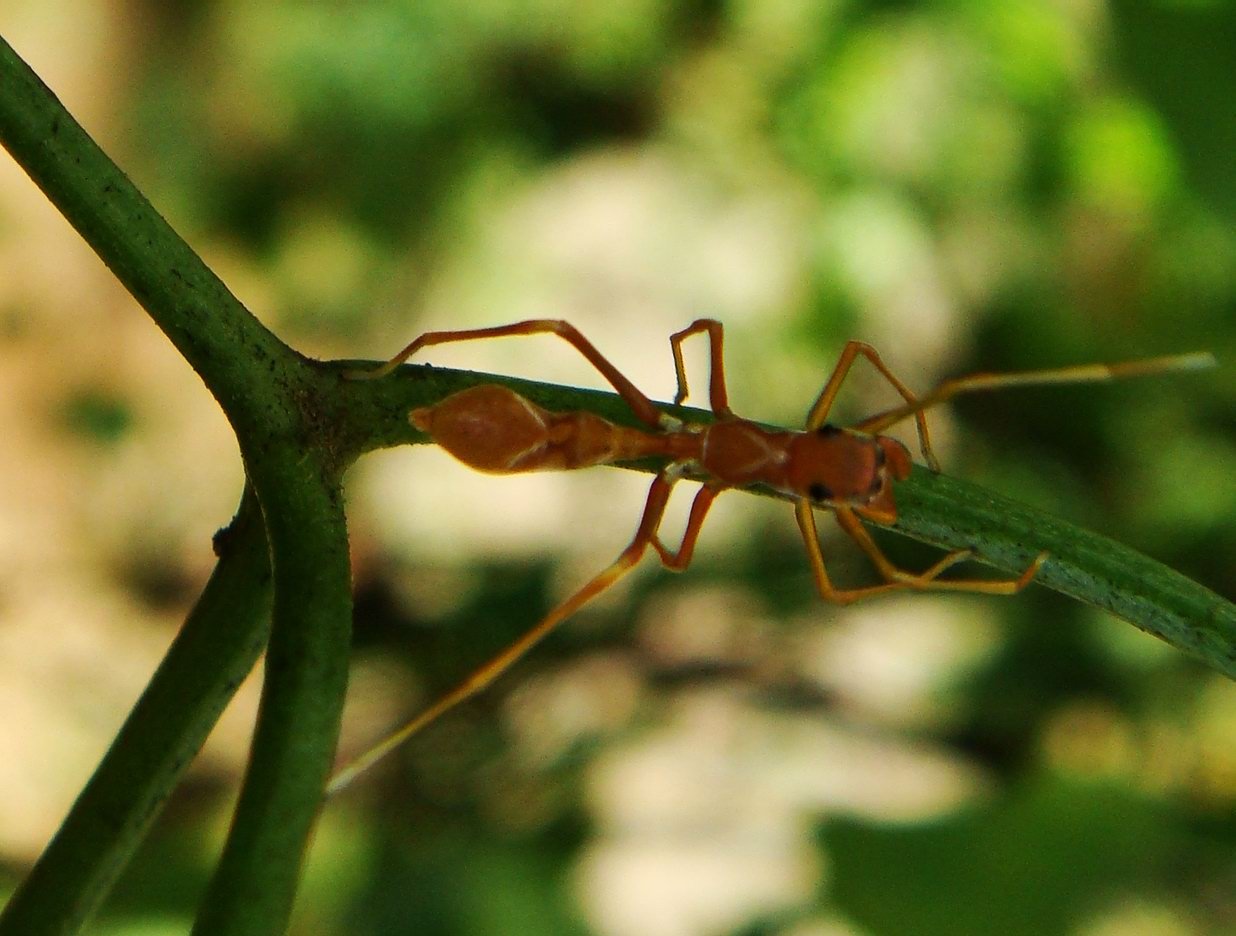
Myrmarachne plataleoides, femmina

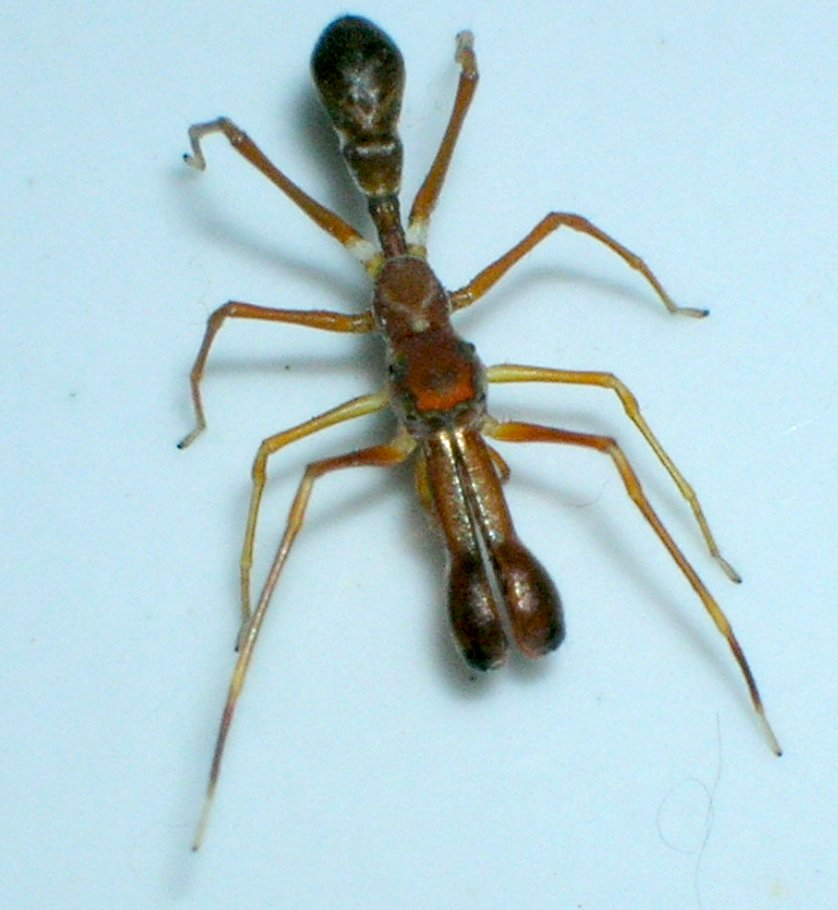
Myrmarachne plataleoides, maschio

1. Myrmarachne albocincta (C. L. Koch, 1846) — USA
2. Myrmarachne albosetosa Wanless, 1978 — Sudafrica
3. Myrmarachne alticeps (Thorell, 1890) — Giava
4. Myrmarachne andrewi Wanless, 1978 — Congo, Angola
5. Myrmarachne andringitra Wanless, 1978 — Madagascar
6. Myrmarachne angusta (Thorell, 1877) — Celebes
7. Myrmarachne annamita Zabka, 1985 — Cina, Vietnam
8. Myrmarachne annandalei Simon, 1901 — Malesia
9. Myrmarachne assimilis Banks, 1930 — Filippine
10. Myrmarachne attenuata (Karsch, 1880) — Filippine
11. Myrmarachne attenuata (O. P.-Cambridge, 1901) — Singapore
12. Myrmarachne augusta (Peckham & Peckham, 1892) — Madagascar
13. Myrmarachne aurea Ceccarelli, 2010 — Territorio del Nord, Queensland
14. Myrmarachne aureonigra Edmunds & Prószynski, 2003 — Malesia, Singapore
15. Myrmarachne austriaca (Doleschall, 1852) — Austria
16. Myrmarachne bakeri Banks, 1930 — Filippine
17. Myrmarachne balinese Prószynski & Deeleman-Reinhold, 2010 — Bali
18. Myrmarachne bamakoi Berland & Millot, 1941 — Mali
19. Myrmarachne bengalensis Tikader, 1973 — India, Isole Andamane
20. Myrmarachne bicolor (L. Koch, 1879) — Queensland
21. Myrmarachne bicurvata (O. P.-Cambridge, 1869) — Sri Lanka
22. Myrmarachne bidentata Banks, 1930 — Filippine
23. Myrmarachne biseratensis Badcock, 1918 — Malesia
24. Myrmarachne borneensis Peckham & Peckham, 1907 — Borneo
25. Myrmarachne brasiliensis Mello-Leitão, 1922 — Brasile
26. Myrmarachne brevis Xiao, 2002 — Cina
27. Myrmarachne calcuttaensis Biswas, 1984 — India
28. Myrmarachne caliraya Barrion & Litsinger, 1995 — Filippine
29. Myrmarachne capito (Thorell, 1890) — Giava
30. Myrmarachne centralis (Peckham & Peckham, 1892) — dal Messico a Panama
31. Myrmarachne chapmani Banks, 1930 — Filippine
32. Myrmarachne chickeringi Galiano, 1969 — Panama
33. Myrmarachne christae (Prószynski, 2001) — Borneo
34. Myrmarachne circulus Xiao & Wang, 2004 — Cina
35. Myrmarachne clavigera (Thorell, 1877) — Celebes
36. Myrmarachne cognata (L. Koch, 1879) — Nuovo Galles del Sud, Victoria (Australia)
37. Myrmarachne collarti Roewer, 1965 — Congo, Uganda
38. Myrmarachne concava Zhu et al., 2005 — Cina
39. Myrmarachne confusa Wanless, 1978 — Angola, São Tomé
40. Myrmarachne consobrina Denis, 1955 — Niger
41. Myrmarachne constricta (Blackwall, 1877) — Isole Seychelles
42. Myrmarachne cornuta Badcock, 1918 — Malesia, Singapore
43. Myrmarachne corpuzrarosae Barrion, 1981 — Filippine
44. Myrmarachne cowani (Peckham & Peckham, 1892) — Madagascar
45. Myrmarachne cuneata Badcock, 1918 — Malesia
46. Myrmarachne cuprea (Hogg, 1896) — Australia centrale
47. Myrmarachne debilis (Thorell, 1890) — Giava
48. Myrmarachne decorata Reimoser, 1927 — Sumatra
49. Myrmarachne diegoensis Wanless, 1978 — Madagascar
50. Myrmarachne dilatata (Karsch, 1880) — Malawi
51. Myrmarachne dirangicus Bastawade, 2002 — India
52. Myrmarachne dubia (Peckham & Peckham, 1892) — Filippine
53. Myrmarachne dundoensis Wanless, 1978 — Angola, Botswana
54. Myrmarachne edentata Berry, Beatty & Prószynski, 1996 — Isole Caroline, Isole Marianne
55. Myrmarachne edentula (Peckham & Peckham, 1892) — Filippine
56. Myrmarachne edwardsi Berry, Beatty & Prószynski, 1996 — Isole Caroline
57. Myrmarachne eidmanni Roewer, 1942 — Bioko (Golfo di Guinea), Ghana, Costa d'Avorio, Congo
58. Myrmarachne electrica (Peckham & Peckham, 1892) — Madagascar
59. Myrmarachne elongata Szombathy, 1915 — dall'Africa al Vietnam
60. Myrmarachne erythrocephala (L. Koch, 1879) — Queensland
61. Myrmarachne eugenei Wanless, 1978 — Madagascar
62. Myrmarachne eumenes (Simon, 1900) — Madagascar
63. Myrmarachne evidens Roewer, 1965 — Congo
64. Myrmarachne exasperans (Peckham & Peckham, 1892) — Giava, Filippine
65. Myrmarachne foenisex Simon, 1910 — Africa occidentale e centrale
66. Myrmarachne foreli Lessert, 1925 — Angola, Botswana, Malawi, Sudafrica
67. Myrmarachne formica (Doleschall, 1859) — Ambon (Arcipelago delle Molucche)
68. Myrmarachne formicaria (De Geer, 1778) — Regione paleartica, USA (introdotto)
  - Myrmarachne formicaria tyrolensis (C. L. Koch, 1846) — Europa centrale
69. Myrmarachne formosa Thorell, 1890) — Sumatra, Celebes
70. Myrmarachne formosana (Matsumura, 1911) — Taiwan
71. Myrmarachne formosana (Saito, 1933) — Taiwan
72. Myrmarachne formosicola Strand, 1910 — Taiwan
73. Myrmarachne galianoae Cutler, 1981 — Bolivia
74. Myrmarachne gedongensis Badcock, 1918 — Malesia
75. Myrmarachne gigantea Zabka, 1985 — Vietnam
76. Myrmarachne giltayi Roewer, 1965 — Congo, Angola, Kenya
77. Myrmarachne gisti Fox, 1937 — Cina, Vietnam
78. Myrmarachne glavisi Prószynski & Deeleman-Reinhold, 2010 — Bali
79. Myrmarachne globosa Wanless, 1978 — dall'Angola al Vietnam
80. Myrmarachne grossa Edmunds & Prószynski, 2003 — Malesia
81. Myrmarachne guaranitica Galiano, 1969 — Argentina
82. Myrmarachne gurgulla Ceccarelli, 2010 — Queensland
83. Myrmarachne hanoii Zabka, 1985 — Cina, Vietnam
84. Myrmarachne hesperia (Simon, 1887) — Costa d'Avorio, Ghana
85. Myrmarachne hidaspis Caporiacco, 1935 — Karakorum
86. Myrmarachne himalayensis Narayan, 1915 — India
87. Myrmarachne hirsutipalpi Edmunds & Prószynski, 2003 — Malesia
88. Myrmarachne hispidacoxa Edmunds & Prószynski, 2003 — Malesia
89. Myrmarachne hoffmanni Strand, 1913 — Cina
90. Myrmarachne ichneumon (Simon, 1886) — Kenya, Tanzania, Zanzibar, Sudafrica
91. Myrmarachne imbellis (Peckham & Peckham, 1892) — Sri Lanka
92. Myrmarachne incerta Narayan, 1915 — India
93. Myrmarachne inermichelis Bösenberg & Strand, 1906 — Russia, Corea, Taiwan, Giappone
94. Myrmarachne inflatipalpis Wanless, 1978 — Botswana, Malawi, Sudafrica
95. Myrmarachne insulana Roewer, 1942 — Bioko (Golfo di Guinea), Ghana
96. Myrmarachne iridescens Banks, 1930 — Filippine
97. Myrmarachne isolata Clark & Benoit, 1977 — Isola di Sant' Elena
98. Myrmarachne jacksoni Prószynski & Deeleman-Reinhold, 2010 — Bali
99. Myrmarachne jacobsoni Reimoser, 1925 — Sumatra
100. Myrmarachne jajpurensis Prószynski, 1992 — India
101. Myrmarachne japonica (Karsch, 1879) — Russia, Cina, Corea, Taiwan, Giappone
102. Myrmarachne jugularis Simon, 1901 — Australia
103. Myrmarachne kiboschensis Lessert, 1925 — dal Botswana al Vietnam
104. Myrmarachne kilifi Wanless, 1978 — Kenya, Tanzania
105. Myrmarachne kitale Wanless, 1978 — Kenya
106. Myrmarachne kochi Reimoser, 1925 — Malesia, Sumatra, Indonesia
107. Myrmarachne kuwagata Yaginuma, 1967 — Cina, Corea, Giappone
108. Myrmarachne laeta (Thorell, 1887) — India, Pakistan, Isole Nias, Cina
  - Myrmarachne laeta flava Narayan, 1915 — India
  - Myrmarachne laeta praelonga (Thorell, 1890) — Birmania
109. Myrmarachne laurentina Bacelar, 1953 — Mozambico, Sudafrica
110. Myrmarachne lawrencei Roewer, 1965 — Gabon, Congo, Kenya, Tanzania, Etiopia
111. Myrmarachne legon Wanless, 1978 — Ghana, Costa d'Avorio
112. Myrmarachne leleupi Wanless, 1978 — Sudafrica
113. Myrmarachne leptognatha (Thorell, 1890) — Giava
114. Myrmarachne lesserti Lawrence, 1938 — Sudafrica
115. Myrmarachne linguiensis Zhang & Song, 1992 — Cina
116. Myrmarachne longiventris (Simon, 1903) — Madagascar
117. Myrmarachne luachimo Wanless, 1978 — Angola
118. Myrmarachne luctuosa (L. Koch, 1879) — Nuovo Galles del Sud
119. Myrmarachne ludhianaensis Sadana & Gupta, 1998 — India
120. Myrmarachne lugens (Thorell, 1881) — Arcipelago delle Molucche
121. Myrmarachne lugubris (Kulczyński, 1895) — Russia, Cina, Corea
122. Myrmarachne lulengana Roewer, 1965 — Congo, Kenya, Botswana, Etiopia
123. Myrmarachne lulengensis Roewer, 1965 — Congo
124. Myrmarachne lupata (L. Koch, 1879) — Queensland
125. Myrmarachne macleayana (H. B. Bradley, 1876) — Queensland
126. Myrmarachne macrognatha (Thorell, 1894) — Giava
127. Myrmarachne magna Saito, 1933 — Taiwan
128. Myrmarachne mahasoa Wanless, 1978 — Madagascar
129. Myrmarachne malayana Edmunds & Prószynski, 2003 — Malesia
130. Myrmarachne mandibularis (Thorell, 1890) — Giava
131. Myrmarachne manducator (Westwood, 1841) — India, Birmania, Malesia, Sumatra
132. Myrmarachne maratha Tikader, 1973 — India
133. Myrmarachne mariaelenae Edwards & Benjamin, 2009 — Borneo
134. Myrmarachne markaha Barrion & Litsinger, 1995 — Filippine
135. Myrmarachne marshalli Peckham & Peckham, 1903 — Africa
136. Myrmarachne maxillosa (C. L. Koch, 1846) — dalla Birmania alla Cina, Filippine, Celebes
  - Myrmarachne maxillosa septemdentata Strand, 1907 — Cina
137. Myrmarachne mcgregori Banks, 1930 — Filippine
138. Myrmarachne megachelae Ganesh Kumar & Mohanasundaram, 1998 — India
139. Myrmarachne melanocephala MacLeay, 1839[1] — Asia
140. Myrmarachne melanotarsa Wesolowska & Salm, 2002 — Kenya
141. Myrmarachne militaris Szombathy, 1913 — Africa occidentale, centrale e orientale
142. Myrmarachne mocamboensis Galiano, 1974 — Brasile
143. Myrmarachne moesta (Thorell, 1877) — Celebes
144. Myrmarachne mussungue Wanless, 1978 — Angola
145. Myrmarachne myrmicaeformis (Lucas, 1871) — Algeria
146. Myrmarachne naro Wanless, 1978 — Kenya
147. Myrmarachne natalica Lessert, 1925 — Sudafrica
148. Myrmarachne nemorensis (Peckham & Peckham, 1892) — Birmania
149. Myrmarachne nigella Simon, 1901 — Filippine
150. Myrmarachne nigeriensis Wanless, 1978 — São Tomé, Ghana, Nigeria, Angola
151. Myrmarachne nigra (Thorell, 1877) — Celebes
152. Myrmarachne nitidissima (Thorell, 1877) — Celebes
153. Myrmarachne nubilis Wanless, 1978 — Madagascar
154. Myrmarachne onceana Barrion & Litsinger, 1995 — Filippine
155. Myrmarachne opaca (Karsch, 1880) — India
156. Myrmarachne orientales Tikader, 1973 — Pakistan, India, Isole Andamane
157. Myrmarachne paivae Narayan, 1915 — India
158. Myrmarachne palladia Denis, 1958 — Afghanistan
159. Myrmarachne panamensis Galiano, 1969 — Panama, Argentina
160. Myrmarachne parallela (Fabricius, 1798) — Indie Occidentali, Nicaragua, Panama
161. Myrmarachne patellata Strand, 1907 — Cina
162. Myrmarachne paviei (Simon, 1886) — Thailandia
163. Myrmarachne peckhami Roewer, 1951 — Madagascar
164. Myrmarachne pectorosa (Thorell, 1890) — Sumatra
  - Myrmarachne pectorosa sternodes (Thorell, 1890) — Sumatra
165. Myrmarachne penicillata Mello-Leitão, 1933 — Brasile
166. Myrmarachne piercei Banks, 1930 — Filippine
167. Myrmarachne pinakapalea Barrion & Litsinger, 1995 — Filippine
168. Myrmarachne pinoysorum Barrion & Litsinger, 1995 — Filippine
169. Myrmarachne pisarskii Berry, Beatty & Prószynski, 1996 — Isole Caroline
170. Myrmarachne plataleoides (O. P.-Cambridge, 1869) — India, Sri Lanka, Cina, Asia sudorientale
171. Myrmarachne platypalpa Bradoo, 1980 — India
172. Myrmarachne poonaensis Tikader, 1973 — India
173. Myrmarachne prognatha (Thorell, 1887) — Birmania
174. Myrmarachne pygmaea (Thorell, 1894) — Singapore
175. Myrmarachne radiata (Thorell, 1894) — Giava
176. Myrmarachne ramunni Narayan, 1915 — India, Pakistan
177. Myrmarachne ransoni Wanless, 1978 — Madagascar
178. Myrmarachne rhopalota (Thorell, 1895) — Birmania
179. Myrmarachne richardsi Wanless, 1978 — Ghana
180. Myrmarachne robusta (Peckham & Peckham, 1892) — Birmania
181. Myrmarachne roeweri Reimoser, 1934 — India
182. Myrmarachne rubra Ceccarelli, 2010 — Queensland
183. Myrmarachne rufescens (Thorell, 1877) — Celebes
184. Myrmarachne rufisquei Berland & Millot, 1941 — Senegal
185. Myrmarachne russellsmithi Wanless, 1978 — Nigeria
186. Myrmarachne satarensis Narayan, 1915 — India
187. Myrmarachne schenkeli Peng & Li, 2002 — Hong Kong
188. Myrmarachne seriatis Banks, 1930 — Filippine
189. Myrmarachne shelfordi Peckham & Peckham, 1907 — Borneo
190. Myrmarachne simoni (L. Koch, 1879) — Queensland
191. Myrmarachne simonis (Herman, 1879) — Ungheria, Croazia, Romania
192. Myrmarachne simplexella Roewer, 1951 — Madagascar
193. Myrmarachne smaragdina Ceccarelli, 2010 — Territorio del Nord, Queensland
194. Myrmarachne solitaria Peckham & Peckham, 1903 — Sudafrica
195. Myrmarachne spissa (Peckham & Peckham, 1892) — Sri Lanka
196. Myrmarachne striatipes (L. Koch, 1879) — Queensland, Nuovo Galles del Sud
197. Myrmarachne sumana Galiano, 1974 — Brasile
198. Myrmarachne tagalica Banks, 1930 — Filippine
199. Myrmarachne tayabasana Chamberlin, 1925 — Filippine
200. Myrmarachne thaii Zabka, 1985 — Vietnam
201. Myrmarachne topali Zabka, 1985 — Vietnam
202. Myrmarachne transversa (Mukerjee, 1930) — India
203. Myrmarachne tristis (Simon, 1882) — dalla Libia all'India
204. Myrmarachne turriformis Badcock, 1918 — Malesia
205. Myrmarachne uelensis Wanless, 1978 — Congo
206. Myrmarachne uniseriata Narayan, 1915 — India
207. Myrmarachne uvira Wanless, 1978 — Ghana, Congo, Kenya, Tanzania, Botswana, Etiopia
208. Myrmarachne vanessae Wanless, 1978 — Costa d'Avorio, Tanzania
209. Myrmarachne vehemens Fox, 1937 — Cina
210. Myrmarachne vestita (Thorell, 1895) — Birmania
211. Myrmarachne volatilis (Peckham & Peckham, 1892) — Madagascar, Cina, Vietnam
212. Myrmarachne vulgarisa Barrion & Litsinger, 1995 — Filippine
213. Myrmarachne wanlessi Edmunds & Prószynski, 2003 — Malesia

### Sinonimie
- Myrmarachne providens (Peckham & Peckham, 1892);[9]
- Myrmarachne ramosa Badcock, 1918;[10]

## Generi trasferiti, denominazioni non più in uso
- Luxuria Wesolowska, 1989[11]